# К'юріосіті
«К'юріосіті» (англ. Curiosity, що означає «цікавість», «допитливість») — роботизований ровер, розмірами з автомобіль, який досліджує планету Марс та є частиною програми НАСА «Марсіанська наукова лабораторія» (MSL).
«К'юріосіті» був запущений з мису Канаверал 26 листопада 2011 року, о 10:02 на борту космічного корабля «Марсіанська наукова лабораторія» і приземлився на Aeolis Palus у кратері Ґейла на Марсі 6 серпня 2012 року, о 5:17. Місце посадки Bradbury Landing розташовується менше ніж за 2,4 км від точки приземлення марсохода після подорожі завдовжки 563 млн км.
Мета марсохода охоплює дослідження клімату та геології Марса; чи були у вибраній ділянці кратера Ґейла коли-небудь сприятливі умови навколишнього середовища для мікробного життя, включаючи дослідження ролі води і заселення планети в процесі підготовки для подальшого освоєння космосу людиною.
Дизайн «К'юріосіті» послужить основою для планованої місії (Марс 2020). У грудні 2012 року місія «К'юріосіті» була продовжена на невизначений термін.
24 червня 2014 року «К'юріосіті» завершив марсіанський рік (687 земних діб). Він виявив, що Марс колись мав умови навколишнього середовища, сприятливі для мікробного життя.

## Завдання та цілі місії
MSL має чотири основні цілі:
- З'ясувати, чи існувало коли-небудь життя на Марсі.
- Отримати докладні відомості про клімат Марса.
- Отримати докладні відомості про планетологію Марса.
- Здійснити підготовку до висадки людини на Марс.

Для досягнення цих цілей перед MSL поставлено вісім основних завдань:
- Виявити та встановити природу марсіанських органічних вуглецевих сполук.
- Виявити речовини, необхідні для існування життя: вуглець, водень, азот, кисень, фосфор, сірку.
- Виявити можливі сліди перебігу біологічних процесів.
- Визначити хімічний склад марсіанської поверхні.
- Встановити процес формування марсіанських каменів і ґрунту.
- Оцінити процес еволюції марсіанської атмосфери в довгостроковому періоді.
- Визначити поточний стан, розподіл і кругообіг води та вуглекислого газу.
- Встановити спектр радіоактивного випромінювання на поверхні Марса.

## Характеристики марсохода
«К'юріосіті» складає 23 % ваги (3893 кг) «Марсіанської наукової лабораторії». Вага марсохода 899 кг, 2401 кг — вага спускного апарата (включаючи 390 кг палива для м'якої посадки); 539 кг — вага перелітного модуля необхідного для польоту до Марса.
| Основні складові    | Компонент           | Вага    | Доповнення           |
| ------------------- | ------------------- | ------- | -------------------- |
| Перелітний модуль   |                     | 539 кг  | з якого 70 кг паливо |
| Спускний апарат     | Теплозахисний екран | 382 кг  |                      |
| Спускний апарат     | Капсула             | 349 кг  |                      |
| Спускний апарат     | «Небесний кран»     | 829 кг  |                      |
| Спускний апарат     | Паливо              | 390 кг  |                      |
| Спускний апарат     | Всього              | 2400 кг |                      |
| Марсохід К'юріосіті |                     | 899 кг  |                      |
| Вся вага            |                     | 3839 кг |                      |

Маса «К'юріосіті» після м'якої посадки склала 899 кг, у тому числі 80 кг наукового обладнання.
- Розміри. Марсохід має довжину 3 м, висоту з встановленою щоглою 2,1 м, ширину 2,7 м[6]. «К'юріосіті» набагато більше своїх попередників — марсоходів «Спірит» і «Оппортюніті», які мали довжину 1,5 м і масу 174 кг (у тому числі 6,8 кг наукової апаратури)[7][8][9].

- Пересування. На поверхні Марса марсохід здатен долати перешкоди до 75 см заввишки. Максимальна очікувана швидкість на пересічній місцевості становить 90 м на годину у разі автоматичної навігації. Середня ж швидкість становитиме 30 метрів на годину. Очікується, що за час дворічної місії MSL здолає не менше 19 кілометрів. Максимальна швидкість на твердій рівній поверхні становить 144 метра на годину[10].

- Джерело живлення. «К'юріосіті» живиться від радіоізотопного термоелектричного генератора (РІТЕГ), ним успішно користувалися спускові апарати «Вікінг-1» і «Вікінг-2» в 1976 році[11][12].

Радіоізотопна електрична система (RPSs) є генератором, який виробляє електроенергію від природного розпаду ізотопу плутонію-238. Тепло виділяється при природному розпаді цього ізотопу і пізніше перетворюється на електроенергію, забезпечуючи постійний струм протягом усього року, вдень і вночі; також тепло може використовуватися для підігріву обладнання (переходячи до них по трубах). При цьому заощаджується електроенергія, яка може бути використана для пересування марсохода і роботи його інструментів. «К'юріосіті» отримує електроживлення від енергоустановки, наданої Міністерством Енергетики США, що містить 4,8 кг плутонію-238. Плутоній у вигляді діоксиду упакований у 32 керамічні гранули, кожна розміром приблизно в 2 сантиметри.
Генератор «К'юріосіті» є останнім поколінням РІТЕГ, зроблений компанією Boeing, і називається «Багатозадачний радіоізотопний термоелектричний генератор», або MMRTG. Цей базований на класичній технології РІТЕГ є більш гнучким і компактним, він розрахований на виробництво 125 Вт електричної енергії (0,16 кінської сили у перерахунку на одиниці вимірювання потужності автомобільних двигунів) з приблизно 2 кВт теплової (на початку місії). З часом MMRTG стане виробляти менше, ніж 125 Вт. При мінімальному терміні служби в 14 років, його вихідна потужність знизиться лише до 100 Вт. Енергоустановка MSL генерує 2,5 кВт·год кожен марсіанський день, що набагато більше, ніж вихід енергоустановок марсоходів «Спірит» і «Оппортюніті» (близько 0,6 кВт·год за марсіанський день).
- Система відведення тепла (HRS). Температура області, у якій буде перебувати «К'юріосіті», у травні може коливатися від +30 до −127 °C. Система відведення тепла (HRS) прокачує рідину через труби загальною довжиною 60 м у тілі MSL, щоб чутливі елементи системи перебували в оптимальній температурі[17]. Інші методи нагріву внутрішніх компонентів включають у себе використання тепла, яке було виділено від приладів, а також зайвого тепла від генератора MMRTG. HRS також має здатність охолоджувати свої компоненти в разі потреби[17]. На космічному апараті встановлений кріогенний теплообмінник, вироблений в Ізраїлі компанією Ricor Cryogenic and Vacuum Systems. Він дає змогу зберігати температуру різних відсіків апарата на позначці −173 °C[18].

- Комп'ютер. На марсоході встановлено два однакові бортові комп'ютери під назвою Rover Compute Element (RCE) під управлінням процесора RAD750 з частотою 200 МГц; вони містять радіаційностійку пам'ять. Кожен комп'ютер містить у собі 256-кБ EEPROM, 256-МБ DRAM і флеш-пам'ять на 2 ГБ[19]. Ця кількість загалом більше 3 МБ EEPROM[20], 128 Мб DRAM і 256 Мб флеш-пам'яті, які були на марсоходах «Спірит» і «Оппортюніті»[21]. Використовується багатозадачна ОСРВ VxWorks.

Комп'ютер постійно стежить за марсоходом: наприклад, сам може підвищити або знизити температуру, коли це необхідно. Він дає команди на фотографування, керування марсоходом, відправку звіту про технічний стан інструментів. Накази марсоходу передаються операторами із Землі.
Комп'ютери використовують процесор RAD750, який є наступником процесора RAD6000, що використовувався в Mars Exploration Rover. RAD750 здатний виконувати до 400 мільйонів операцій н секунду, тоді як RAD6000 здатний виконувати до 35 мільйонів операцій на секунду. З двох бортових комп'ютерів один налаштований як резервний і візьме на себе управління в разі виникнення проблем з основним комп'ютером.
Марсохід обладнаний Інерційним вимірювальним пристроєм (Inertial Measurement Unit), який надає інформацію про місцезнаходження марсохода, використовується як навігаційний інструмент.
- Зв'язок. «К'юріосіті» має дві системи зв'язку. У першу входять передавач і приймач X-діапазону, за допомогою яких марсохід зв'язується безпосередньо із Землею, зі швидкістю до 32 кбіт/с. Друга працює в діапазоні ДМВ (UHF) і створена на базі програмно-визначальної радіосистеми Electra — Lite, розробленої в JPL спеціально для космічних апаратів. ДМВ-радіо використовується для зв'язку зі штучними супутниками Марса. Незважаючи на те, що у «К'юріосіті» є можливість прямого зв'язку із Землею, велика частина даних буде ретранслюватись орбітальними апаратами, що забезпечують більшу пропускну здатність за рахунок більшого діаметра антен і більш потужних передавачів. Швидкості передачі даних між «К'юріосіті» і кожним орбітальним апаратом можуть бути 2 Мбіт/с (Mars Reconnaissance Orbiter) і 256 кбіт/с («Марс Одіссей»), кожен супутник має можливість тримати зв'язок із «К'юріосіті» приблизно 8 хвилин на день[26]. Також у орбітальних апаратів помітно більше часове вікно в якому є можливість зв'язку із Землею.

Під час посадки телеметрія могла відстежуватися всіма трьома супутниками, що перебувають на орбіті Марса: «Марс Одіссей», Mars Reconnaissance Orbiter і «Марс-експрес» Європейського космічного агентства. Марс Одіссей служив як ретранслятор і передавав телеметрію на Землю в потоковому режимі. На Землі сигнал приймали із затримкою в 13 хвилин 46 секунд, необхідних для подолання радіосигналом відстані між планетами.
- Маніпулятор. На ровері встановлений трьохсуглобовий маніпулятор довжиною 2,1 м, на якому змонтовані 5 приладів загальною масою близько 30 кг. Вони змонтовані на кінці маніпулятора в хрестоподібній вежі-турелі, здатної повертатися на 350°. Діаметр башти з інструментами становить близько 60 см. Під час руху маніпулятор складається.

Два прилади: APXS і MAHLI — є контактними (in-situ) інструментами. Решта 3 прилади: ударна дрель, щітка і механізм для забору і просіювання зразків ґрунту — виконують функції видобутку і приготування матеріалу (зразків) для дослідження. Дрель має 2 запасних бури. Вона здатна робити отвори в камені діаметром 1,6 см і глибиною в 5 см. Добуті маніпулятором зразки можуть, також досліджуватися приладами SAM і CheMin, які розташовані в передній частині корпуса ровера
Через різницю між земною і марсіанською (38 % земної) гравітацією масивний маніпулятор піддається різного ступеня деформації, для компенсації різниці якої, встановлюється спеціальне програмне забезпечення (ПЗ). Робота маніпулятора з даними ПЗ в умовах Марса вимагає додаткового часу для налагодження.
- Мобільність марсохода. Як і в попередніх марсоходах, Mars Exploration Rover і Mars Pathfinder, «К'юріосіті» має платформу з науковим обладнанням. Усе це встановлено на шести колесах, кожне з яких має свій електродвигун, причому два передніх і два задніх колеса беруть участь у керуванні, що дає апарату змогу розвертатися на 360°, залишаючись при цьому на місці[31]. Колеса «К'юріосіті» значно більше, ніж ті, які використовувалися в попередніх місіях. Кожне колесо має певну конструкцію, яка допомагає марсоходу підтримувати тягу, якщо він застрягне в піску, також колеса марсохода будуть залишати слід у вигляді регулярного відбитку на піщаній поверхні Марса. У цьому відбитку за допомогою коду Морзе у вигляді отворів записані букви JPL (Лабораторія реактивного руху, англ. Jet Propulsion Laboratory)[32].

За допомогою бортових камер марсохід розпізнає елементи регулярного відбитка коліс (візерунки) і зможе визначити пройдену відстань.
- Підвіска. Високу прохідність марсохода забезпечує запатентована в США підвіска Rocker-bogie.

## Дослідницькі прилади

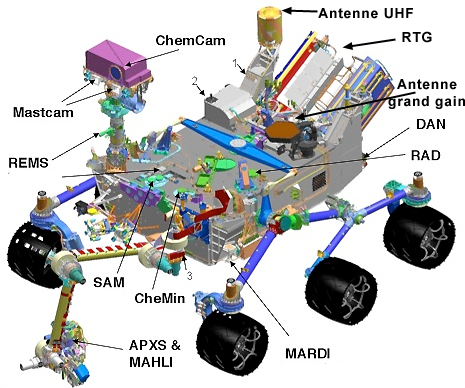
Інструменти. Компонування.

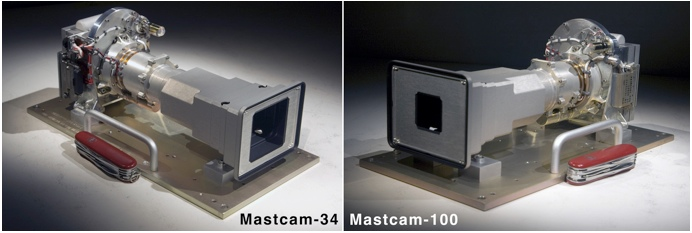
Дві камери з системи MastCam у порівнянні з Швейцарським армійським ножем.

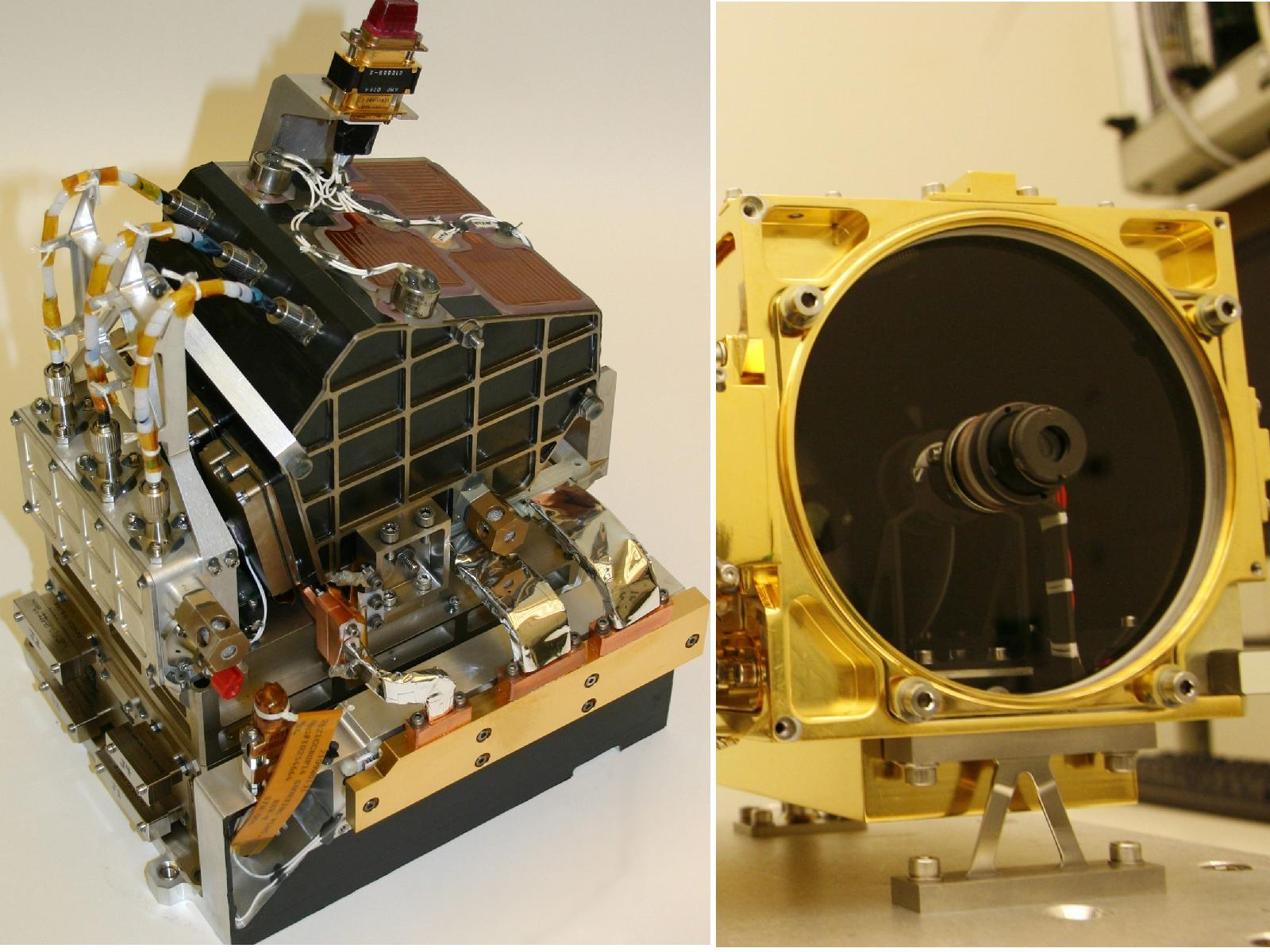
Спектрометр (ліворуч), лазерний телескоп (праворуч) у центрі. (ChemCam)

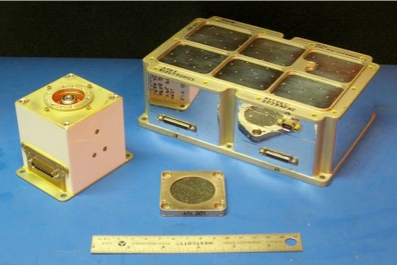
Верхівка датчика (ліворуч) і електроніка (праворуч) APXS.

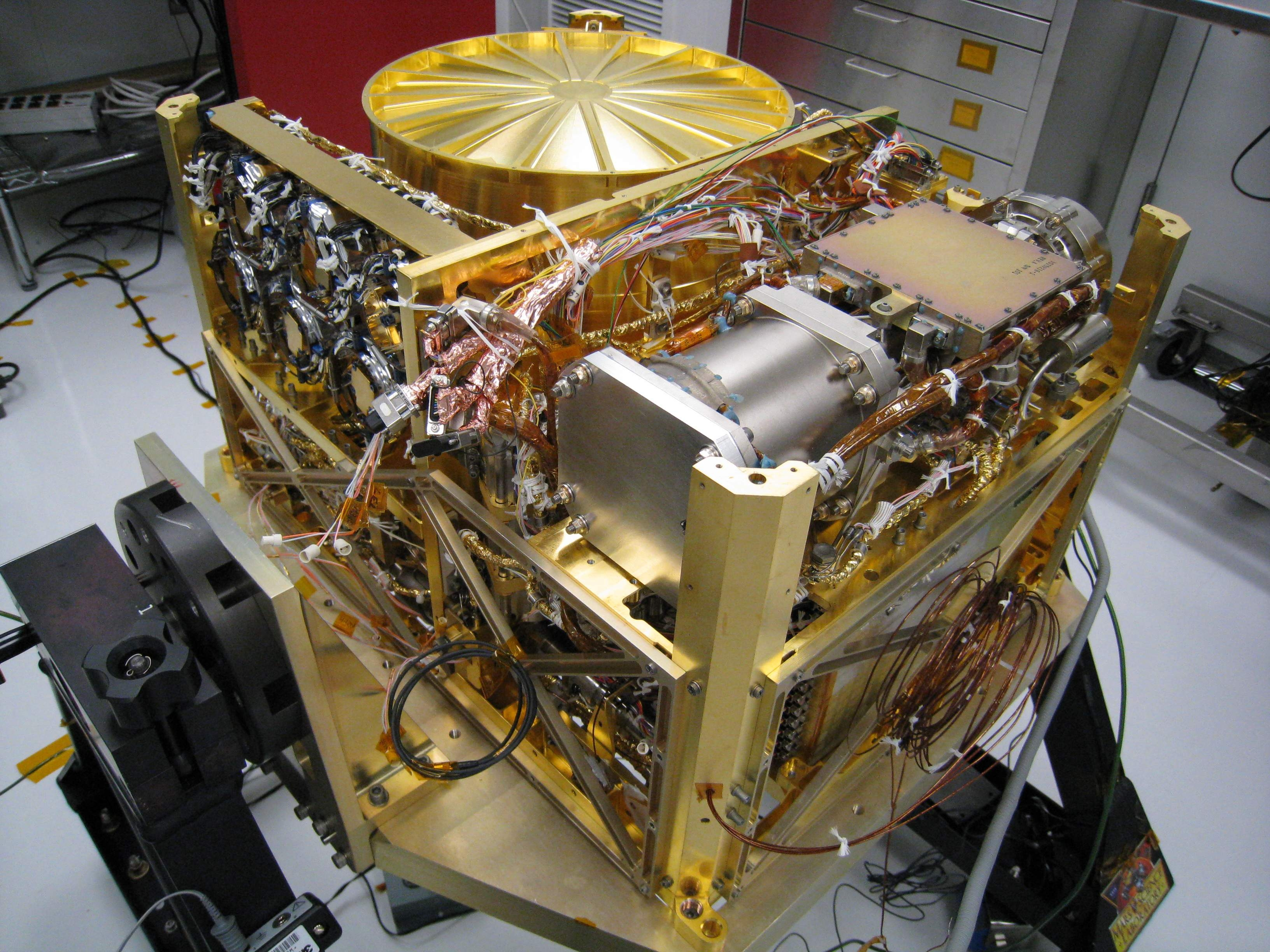
SAM на тестуванні.

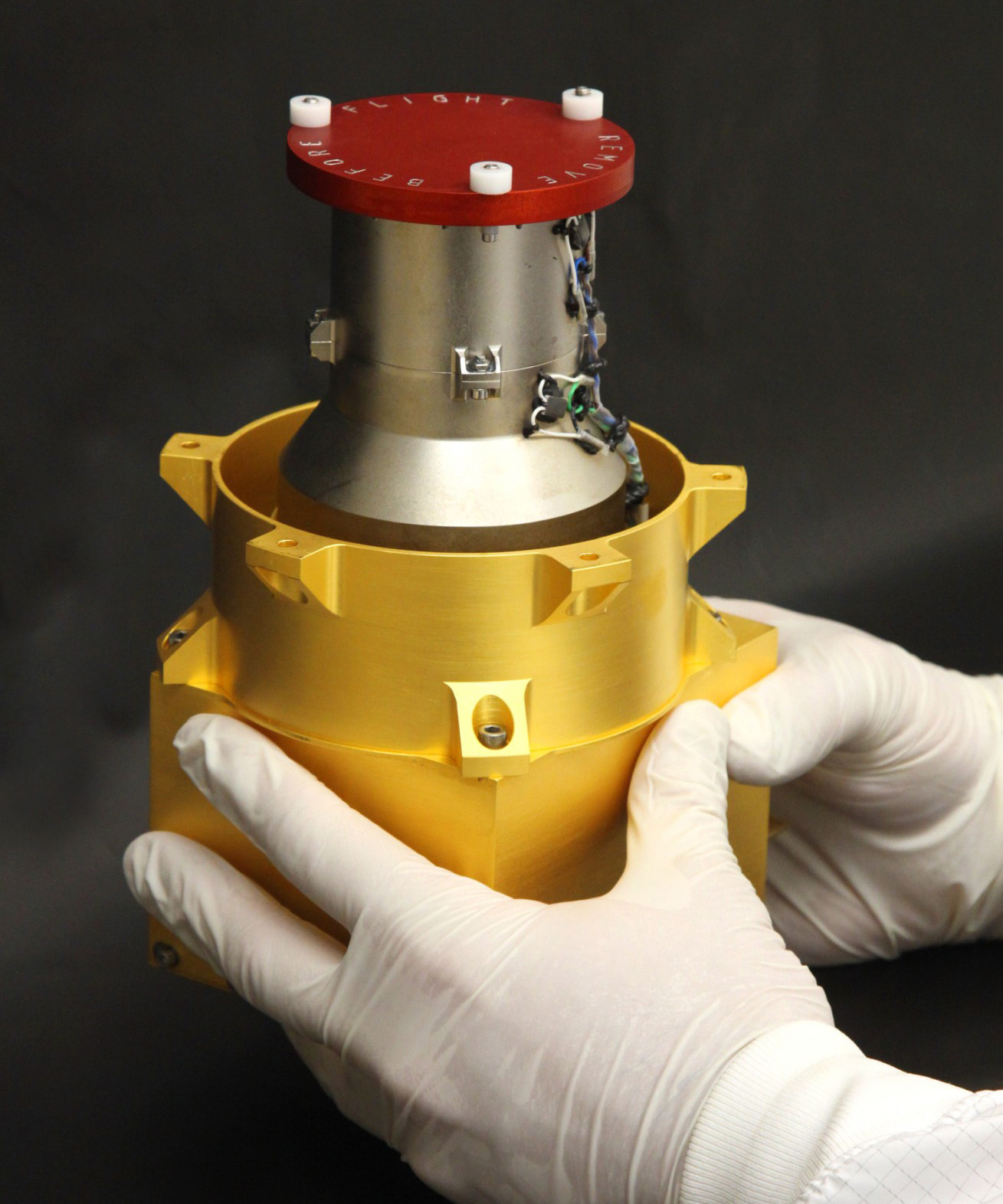
Інструмент RAD.

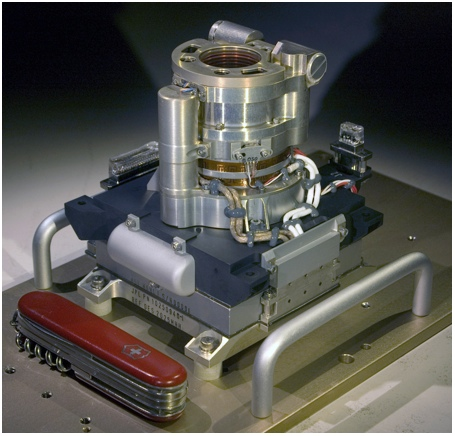
Камера MAHLI.

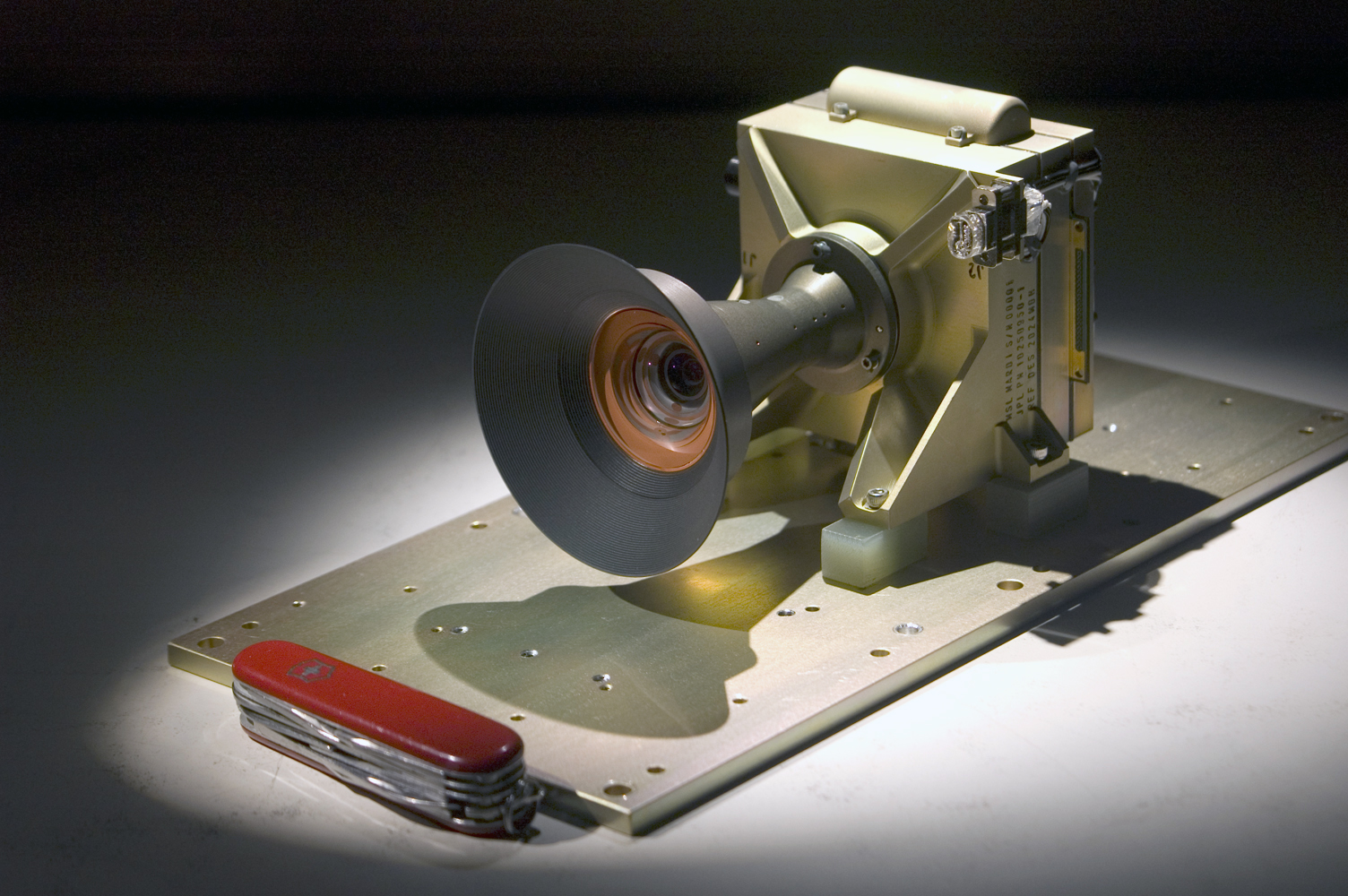
Камера MARDI порівняно зі швейцарським армійським ножем.

Наукові прилади апарата дають змогу ефективно виявляти органічні молекули й визначати їх структуру, а також зондувати товстий шар ґрунту в пошуках слідів води за допомогою нейтронного детектора, створеного Роскосмосом. За допомогою інфрачервоного лазера можна буде видаляти з мінералів зайві нашарування (пил, продукти корозії) й одразу здійснювати лазерний хімічний аналіз на відстані до 10 метрів. «Серце» наукової апаратури — прилад SAM. Він буде визначати хімічний склад ґрунту й шукати в ньому органічні молекули. Цей прилад має передавати п'яту частку всіх даних з Марса.
Список основних приладів на марсоході:
- Три спеціальні камери було розроблено компанією Malin Space Science Systems. Вони використовують однакові компоненти, зокрема модуль обробки зображень, світлочутливі елементи (ПЗС-матриці — 1600 x1200 пікселів) та RGB фільтри Байєра

1. MastCam: Система складається з двох камер, і містить багато спектральних фільтрів. Можливе отримання знімків у природних кольорах розміром 1600x1200 пікселів та відео з роздільною здатністю 720p (1280x720), апаратною компресією та з частотою до 10 кадрів на секунду. Перша камера (Medium Angle Camera — MAC), має фокусну відстань 34 мм і 15-градусне поле зору, 1 піксель дорівнює 22 см на відстані 1 км. Друга камера (Narrow Angle Camera — NAC) має фокусну відстань 100 мм, 5,1 градусне поле зору, 1 піксель дорівнює 7,4 см на відстані 1 км. Кожна камера має по 8 Гб флеш-пам'яті, яка здатна зберігати більше 5500 необроблених зображень, є підтримка JPEG-компресії й стиснення без втрати якості. В обох камерах є функція автоматичного фокусування, яка дає їм змогу сфокусуватися на об'єктах, від 2,1 м до нескінченності. Незважаючи на наявність у виробника конфігурації з трансфокатором, камери не мають зуму, оскільки часу для тестування не залишалося. Кожна камера має вбудований фільтр Баєра RGB і по 8 ІЧ-фільтрів. У порівнянні з панорамної камерою, яка стоїть на «Спірит» і «Опортьюніті» (MER) і отримує чорно-білі зображення розміром 1024 × 1024 пікселів, камера MAC MastCam має кутовий дозвіл в 1,25 рази вище, а камера NAC MastCam — у 3,67 раза вище.

1. Mars Hand Lens Imager (MAHLI): складається з камери, закріпленої на роботизованій руці марсохода й застосовується для отримання мікроскопічних зображень гірських порід та ґрунту. Камера отримує зображення розміром 1600x1200 пікселів з роздільною здатністю до 14,5 мкм на піксель. Має фокусну відстань від 18,3 до 21,3 мм і поле зору від 33,8 до 38,5 градусів. Для роботи в темряві є вбудована світлодіодна підсвітка (звичайна біла й ультрафіолетова). Ця камера здатна сфокусуватися на об'єктах від 1 мм. Система може також зробити серію зображень для подальшої обробки знімка. Є можливість зберегти необроблене фото без втрати якості або ж зробити стиснення в JPEG форматі.

1. Mars Descent Imager (MARDI) передавала під час спуску на поверхню Марса кольорове зображення розміром 1600x1200 пікселів з витримкою 1,3 мс та з частотою 5 кадрів на секунду. Камера почала зйомку на висоті 3,7 км і закінчила на висоті 5 метрів над поверхнею Марса, зйомка тривала близько 2 хвилин. Містить 8 Гб вбудованої пам'яті, яка може зберігати більше 4000 фотографій. Знімки з камери дозволили побачити навколишній рельєф на місці посадки.

- ChemCam: це набір інструментів дистанційного дослідження, зокрема спектрометр Laser-Induced Breakdown Spectroscopy (LIBS) та камера Remote Micro-Imager (RMI). LIBS генерує 50—75 імпульсів інфрачервоного лазера з довжиною хвилі 1067 нм та загальною тривалістю 5 наносекунд, і фокусується на зразках на відстані до 7 метрів. Прилад аналізує спектр світла, що випромінюється плазмою зразка, у видимому, ультрафіолетовому й ближньому інфрачервоному діапазонах (240—800 нм). RMI-камера використовує оптику LIBS і дає змогу розгледіти об'єкти розмірами від 1 мм на відстані 10 м, поле зору на таких відстанях становить 20 см. ChemCam було розроблено в Лос-Аламоській національній лабораторії та французькій лабораторії CESR. Вартість ChemCam для НАСА становила близько 10 млн дол., зокрема, перевитрати близько 1,5 млн дол. Роздільна здатність устаткування в 5—10 разів вища, ніж у встановленого на попередні марсоходи. З семи метрів ChemCam може визначити тип досліджуваної породи (наприклад, вулканічна або осадова), структуру ґрунту й каміння, відстежити домінуючі елементи, розпізнати лід і гідратовані мінерали, дослідити сліди ерозії на каменях і візуально допомогти при дослідженні порід маніпулятором. Інструмент був розроблений Лос-Аламоською національною лабораторією спільно з французькою лабораторією CSR. Розробка була завершена, а обладнання було готове до доставки в JPL в лютому 2008 року.

- Alpha-particle X-ray spectrometer (APXS): рентгенівський спектрометр на альфа-частинках буде опромінювати альфа-частинками зразки й зіставляти спектри в рентгенівських променях для визначення елементного складу породи. Прилад створено Канадським аерокосмічним агентством. MacDonald Dettwiler (MDA) — Аерокосмічна канадська компанія, яка будує Canadarm і RADARSAT, несуть відповідальність за проектування і будівництво APXS. Команда з розробки APXS включає в себе членів з Університету Гвельфів, Університету Нью-Брансвік, Університету Західного Онтаріо, НАСА, Університет Каліфорнії, Сан-Дієго і Корнельського університету.

- Collection and Handling for In-Situ Martian Rock Analysis (CHIMRA): CHIMRA являє собою ківш 4 × 7 сантиметрів, який зачерпує ґрунт. У внутрішніх порожнинах CHIMRA він просівається через сито з осередком 150 мікрон, чому допомагає робота вібромеханізму, зайве віддаляється, а на просіювання відправляється наступна порція. Всього проходить три етапи забору з ковша і просіювання ґрунту. У результаті залишається трохи порошку необхідної фракції, який і відправляється в ґрунтоприймач, на тілі ровера, а зайве викидається. У результаті з усього ковша на аналіз надходить шар ґрунту в 1 мм. Підготовлений порошок вивчають прилади CHEMIN і SAM.

- CheMin: цей спектрометр досліджує хімічний і мінералогічний склад за допомогою рентгенівського флуоресцентного аналізу й рентгенівської дифракції. Chemin дає змогу визначити велику кількість корисних копалин на Марсі. Інструмент було розроблено Девідом Блейком з Ames Research Center та Лабораторії реактивного руху (англ. Jet Propulsion Laboratory) НАСА. Марсохід буде бурити гірські породи, а отриманий порошок збирається інструментом та опромінюється рентгенівськими променями. Дифракція рентгенівських променів різна для різних мінералів, тому картина дифракції дає змогу визначити структуру речовини. Інформацію про світність атомів і дифракційну картину буде знімати спеціально підготовлена E2V CCD-224 матриця розміром 600 × 600 пікселів. У «К'юріосіті» є 27 осередків для аналізу зразків, після вивчення одного зразка осередок може бути перевикористаний, але аналіз буде мати меншу точність через забруднення попереднім зразком. Таким чином у ровера є всього 27 спроб для повноцінного вивчення зразків. Ще 5 запаяних осередків зберігають зразки з Землі[33]. Вони потрібні щоб протестувати працездатність приладу в марсіанських умовах. Для роботи приладу потрібна температура −60 °C, інакше будуть заважати перешкоди від приладу DAN.

- Sample Analysis at Mars (SAM): цей вимірювальний комплекс інструментів є найважчим і найбільшим на марсоході, його маса 38 кг, це майже половина маси всіх наукових приладів на борту. SAM було розроблено й зібрано в Goddard Space Flight Center. За допомогою трьох комбінованих сенсорних систем він має відповісти на питання, чи було колись на Марсі середовище, придатне для живих організмів, і чи існує таке середовище на планеті сьогодні. SAM дає змогу аналізувати як тверді зразки, наприклад, зразки ґрунту, так і атмосферний газ, і здатен виявляти та аналізувати органічні сполуки, легкі елементи, а також співвідношення ізотопів у атмосфері. Попередня підготовка зразків відбувається в Sample Manipulation System (SMS), де передбачено численні сита та 74 контейнери. Комплекс має також дві електропечі потужністю 40 Вт із максимальною температурою до 1100 °C, які дають змогу виділити леткі речовини з твердих зразків, а також здійснити піроліз органічних сполук. Отриманий газ (чи безпосередньо проба з атмосфери) потрапляє в Chemical Separation and Processing Laboratory (CMPL). Тут є ціла система для подальшої підготовки до вимірювання, що складається з 50 клапанів, 15 вентильних блоків, великої кількості абсорбційних комбінованих фільтрів, змішувачів, сепараторів та насосів. Після такої підготовчої фази газ може бути спрямовано послідовно в один з трьох вимірювальних приладів: газовий хроматограф (GS — Gas Chromatograph), лазерний спектрометр Tunable Laser Spectrometer (TLS) чи квадрупольний мас-спектрометр Quadrupole Mass Spectrometer (QMS). GS використовується для розділення суміші газів на компоненти, які в подальшому спрямовуються на мас-спектрометр QMS. TLS дає змогу точно визначити відношення ізотопів кисню та вуглецю у вуглекислому газі (CO2) та метані (CH4), і, своєю чергою, дає змогу визначити походження цих газів (біологічне або геохімічне)[34][35][36].

- Radiation assessment detector (RAD): він досліджує радіаційний фон усередині марсохода. Зібрані детектором RAD дані на шляху до планети й на поверхні Марса служитимуть для оцінки рівня радіації в майбутніх місіях. Прилад встановлений практично в самому «серці» ровера, і тим самим імітує астронавта, що знаходиться всередині космічного корабля. RAD був включений першим з науково інструментів для MSL, ще на навколоземній орбіті, і фіксував радіаційний фон всередині апарата — а потім і всередині ровера під час його роботи на поверхні Марса. Він збирає дані про інтенсивність опромінення двох типів: високоенергетичних галактичних променів і частинок, що випускаються Сонцем. RAD був розроблений у Німеччині Південно-західним дослідним інститутом (SwRI) позаземної фізики в групі Christian-Albrechts-Universität zu Kiel за фінансової підтримки управління Exploration Systems Mission у штаб-квартирі НАСА та Німеччини.

- Dynamic Albedo of Neutrons (DAN): прилад використовується для виявлення водню, води й льоду на поверхні Марса, складається з імпульсного нейтронного генератора та детектора. Для MSL прилад надано Федеральним космічним агентством (Роскосмос). Вартість розробки приладу становила понад 3 млн дол. Є спільною розробкою НДІ автоматики ім. Н. Л. Духова при «Росатомі» (імпульсний нейтронний генератор), Інституту космічних досліджень РАН (блок детектування) і Об'єднаного інституту ядерних досліджень (калібрування)[37][38]. До складу приладу входять імпульсне джерело нейтронів і приймач нейтронного випромінювання. Генератор випромінює в сторону марсіанської поверхні короткі, потужні імпульси нейтронів. Тривалість імпульсу становить близько 1 мкс, потужність потоку — до 10 млн нейтронів з енергією 14 МеВ за один імпульс. Частинки проникають у ґрунт Марса на глибину до 1 м, де взаємодіють з ядрами основних породоутворюючих елементів, внаслідок чого, сповільнюються і частково поглинаються. Частина, що залишилася нейтронів відбивається і реєструється приймачем. Точні виміри можливі до глибини 50—70 см. Крім активного обстеження поверхні Червоної планети, прилад здатний вести моніторинг природного радіаційного фону поверхні (пасивне обстеження)[39].

- Rover environmental monitoring station (REMS): Метеорологічний комплекс приладів для вимірювання атмосферного тиску, вологості, напряму вітру, повітряних і наземних температур, ультрафіолетового випромінювання. REMS дасть нові уявлення про місцевий гідрологічний стан, про руйнівний вплив ультрафіолетового випромінювання й про можливі ознаки життя в поверхневому ґрунті планети. Дослідницька група на чолі з Хав'єром Гомес-Ельвіром, Центру астробіології (Мадрид) включає Фінський Метеорологічний інститут як партнера. Встановили її на щоглу камери для вимірювання атмосферного тиску, вологості, напрямку вітру, повітряних і наземних температур, ультрафіолетового випромінювання. Усі датчики розташовані в трьох частинах: дві стріли приєднані до марсоходу, Remote Sensing Mast (RSM), Ultraviolet Sensor (UVS) розташований на верхній щоглі марсохода, і Instrument Control Unit (ICU) всередині корпусу.

- MSL entry descent and landing instrumentation (MEDLI): Основною метою приладу було вивчення атмосферного середовища на Марсі під час спуску після гальмування й відокремлення теплозахисного екрану. Саме в цей період були зібрані необхідні дані про марсіанську атмосферу. Ці дані будуть використані в майбутніх місіях. Прилад складається з трьох основних вузлів: MEDLI Integrated Sensor Plugs (MISP), Mars Entry Atmospheric Data System (MEADS) і Sensor Support Electronics (SSE).

- Hazard avoidance cameras (Hazcams): марсохід має дві пари чорно-білих навігаційних камер, розташованих з боків апарата. Вони застосовуються для оцінки небезпеки під час пересування марсоходу і для безпечного наведення маніпулятора на зразки каміння й ґрунту. Камери роблять 3D зображення (поле зору кожної камери — 120°), складають карту місцевості попереду марсохода. Складені карти дають марсоходу змогу уникати випадкових зіткнень і використовуються програмним забезпеченням апарата для вибору необхідного шляху під час подолання перешкод.

- Navigation cameras (Navcams): для навігації марсохід використовує пару чорно-білих камер, які встановлено на щоглі для стеження за пересуванням. Камери мають 45 градусне поле зору, роблять 3D-зображення. Їх роздільна здатність дає змогу бачити об'єкт розміром 2 сантиметри з відстані 25 метрів.

## Порівняння «Mars Science Laboratory» з іншими марсоходами

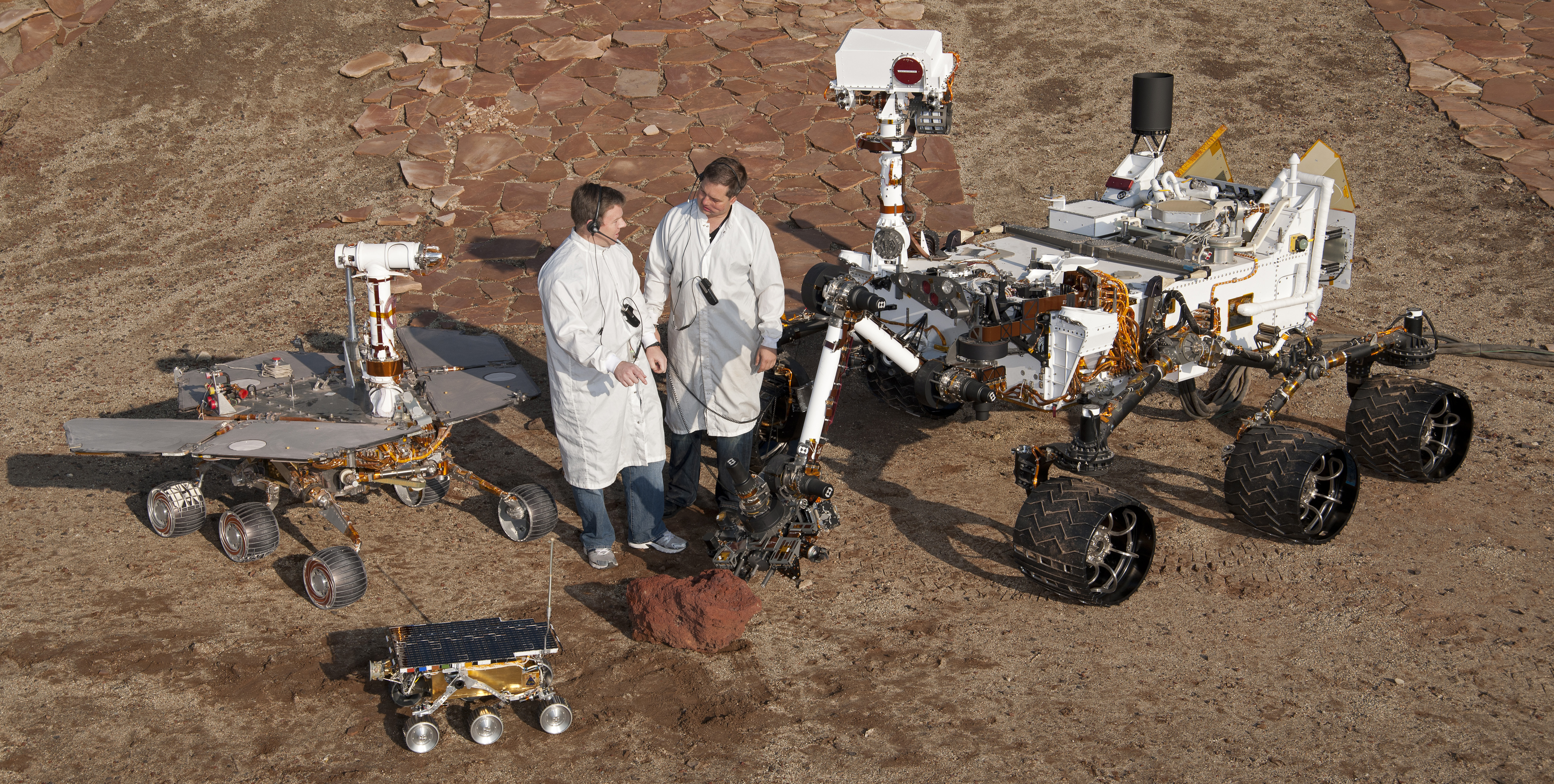
Моделі трьох марсоходів у порівнянні: «Соджорнер» (найменший), «Оппортьюніті» (середній), «К'юріосіті» (найбільший).

|                                  | К'юріосіті      | MER             | Sojourner       |
| -------------------------------- | --------------- | --------------- | --------------- |
| Запуск                           | 2011            | 2003            | 1996            |
| Маса (кг)                        | 899             | 174             | 10,6            |
| Розміри (у метрах, Д×Ш×В)        | 3,1 × 2,7 × 2,1 | 1,6 × 2,3 × 1,5 | 0,7 × 0,5 × 0,3 |
| Енергія (кВт/сол)                | 2,5—2,7         | 0,3—0,9         | < 0,1           |
| Наукові інструменти              | 10              | 5               | 4               |
| Максимальна швидкість (см/сек)   | 4               | 5               | 1               |
| Передача даних (МБ/добу)         | 19—31           | 6—25            | < 3,5           |
| Продуктивність (MIPS)            | 400             | 20              | 0,1             |
| Пам'ять (МБ)                     | 256             | 128             | 0,5             |
| Розрахунковий район посадки (км) | 20 × 7          | 80 × 12         | 200 × 100       |

## Посадка
Посадковий модуль відокремився від перельотного модуля перед входом в атмосферу. Для гальмування посадкового модуля спочатку використовувався опір атмосфери, потім парашут, і, нарешті, гальмівні двигуни. Сам посадковий модуль не одразу торкнувся поверхні планети — на певній висоті ровер опустився на тросах, які потім від'єдналися, а посадковий модуль відлетів убік, щоб не забруднювати реактивними вихлопами місце посадки ровера.
6 серпня 2012 року космічний апарат «К'юріосіті» здійснив успішну посадку на Марс у кратері Ґейла. Трансляція посадки в прямому ефірі здійснювалася на офіційному сайті НАСА.
Посадка апарата на поверхню була унікальною операцією, яку ще ніколи не виконували. Унікальність зумовлена використанням нової технології Sky Crane для посадки апаратів на поверхню.

### Система посадки
Спуск на поверхню Марса великої маси дуже складний. Атмосфера занадто розріджена, щоб парашути й аеродинамічне гальмування виявилися ефективними, однак занадто щільна, щоб забезпечити істотне гальмування ракетними двигунами, оскільки використання тяги реактивного струменя на надзвукових швидкостях пов'язане з нестабільністю[джерело?]. Попередні місії використовували аеробалони для пом'якшення удару під час посадки, але новий марсохід занадто важкий для використання такого варіанту.

### Галерея
| Landing on Mars                                            |
| ---------------------------------------------------------- |
| Спуск марсохода «К'юріосіті» (відео-02: 26; 6 Серпня 2012) |
|                                                            |
| Спуск марсохода «К'юріосіті» (відео-02: 26; 6 Серпня 2012) |

|                                                            |
| Щогла з камерами ChemCam, MastCam-34, MastCam-100, NavCam. |

|                                 |
| Колесо ровера, діаметром 50 см. |

### Aerial images

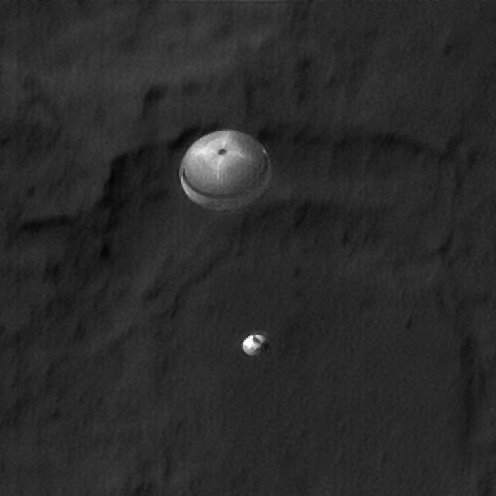
Марсохід «К'юріосіті» під парашутом (6.08.2012; MRO).
Ляскання парашута «К'юріосіті» (12.08.2012—13.08.2013; MRO)
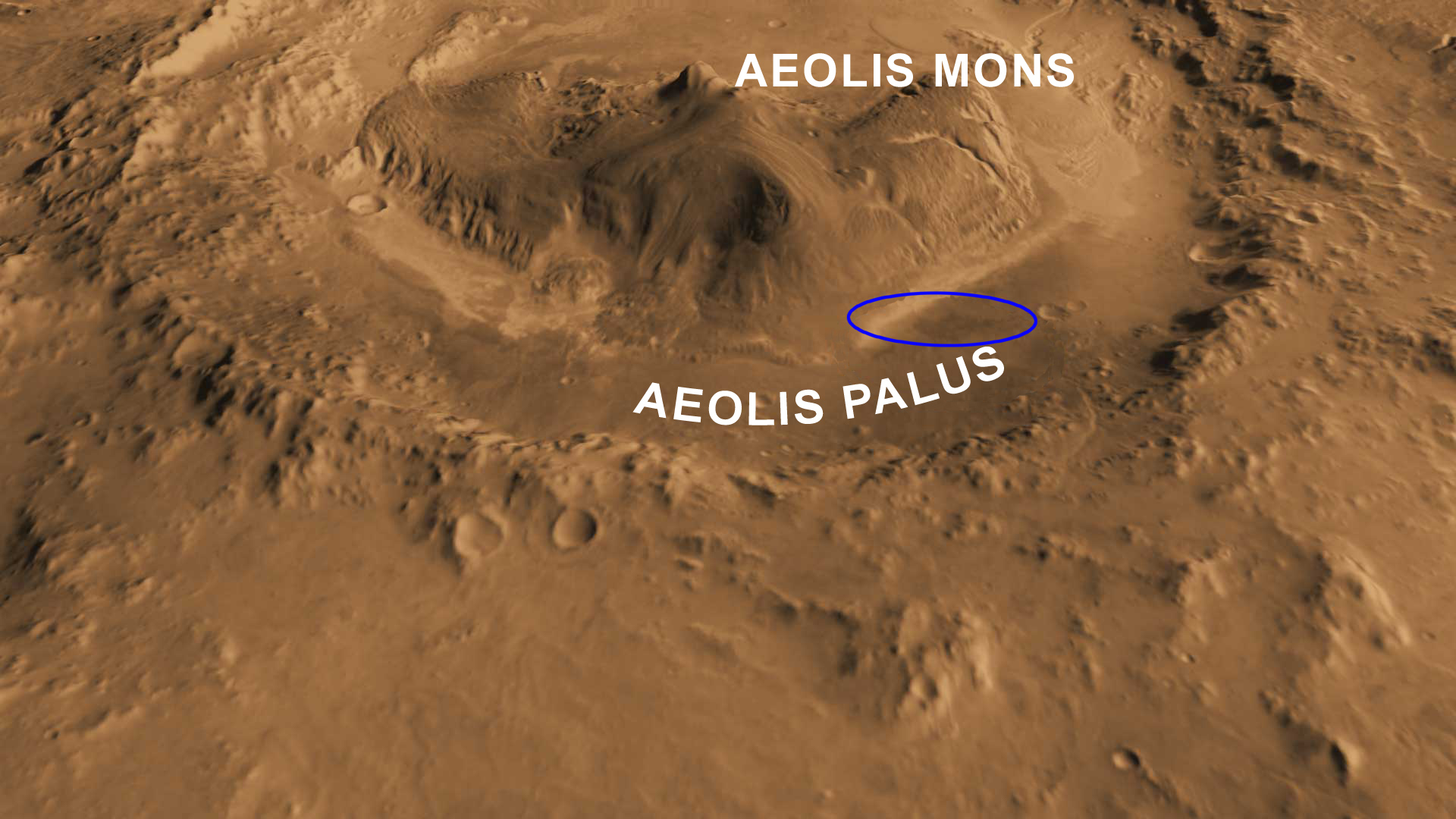
Місце посадки «К'юріосіті» на Aeolis Palus біля гори Еоліда (північ внизу).
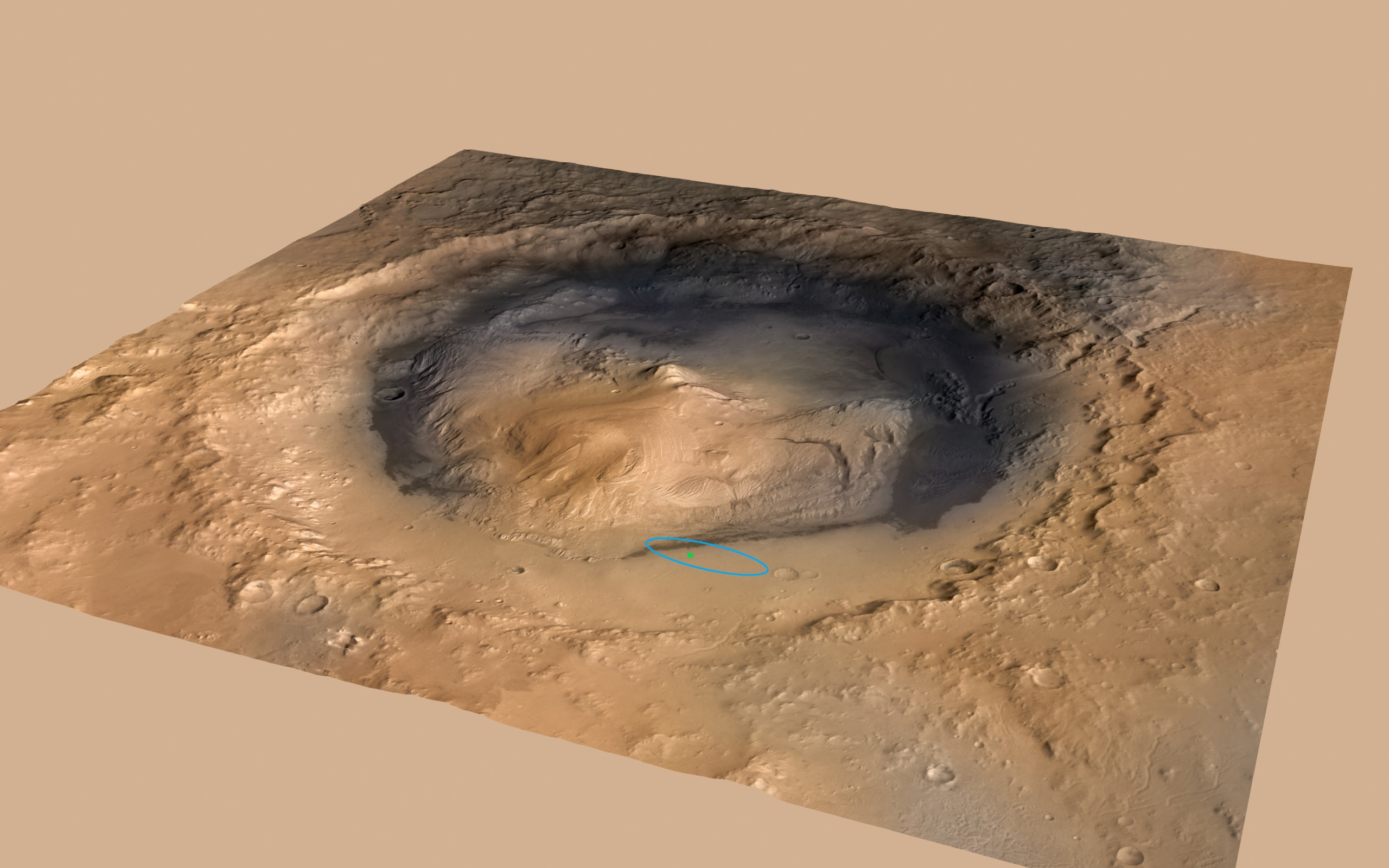
Гора Еоліда піднімається з середини кратера Ґейла; Зелена точка «К'юріосіті» — місце посадки (північ внизу).
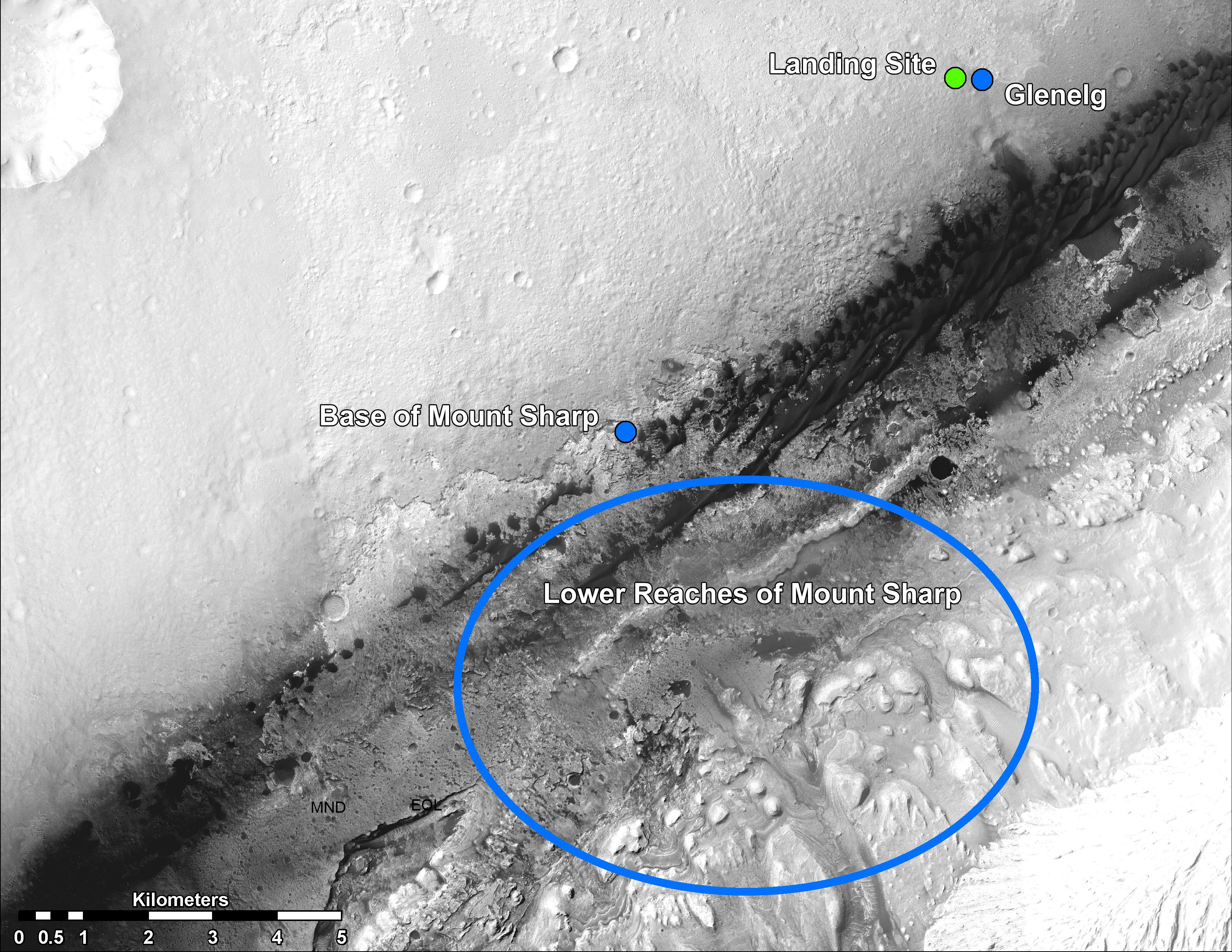
Зелена точка — місце приземлення «К'юріосіті»; верхня синя точка — Glenelg; нижня синя точка база Mount Sharp.
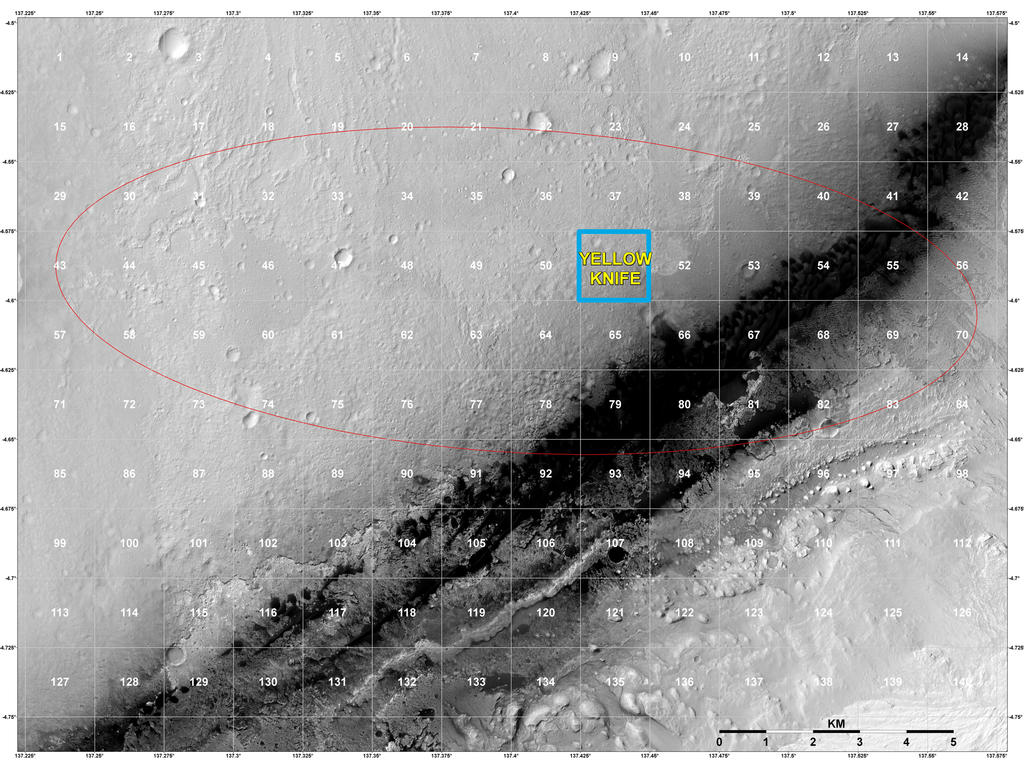
Еліпс, названий Йеллоукнайф, відзначає місце, де «К'юріосіті» фактично приземлився.
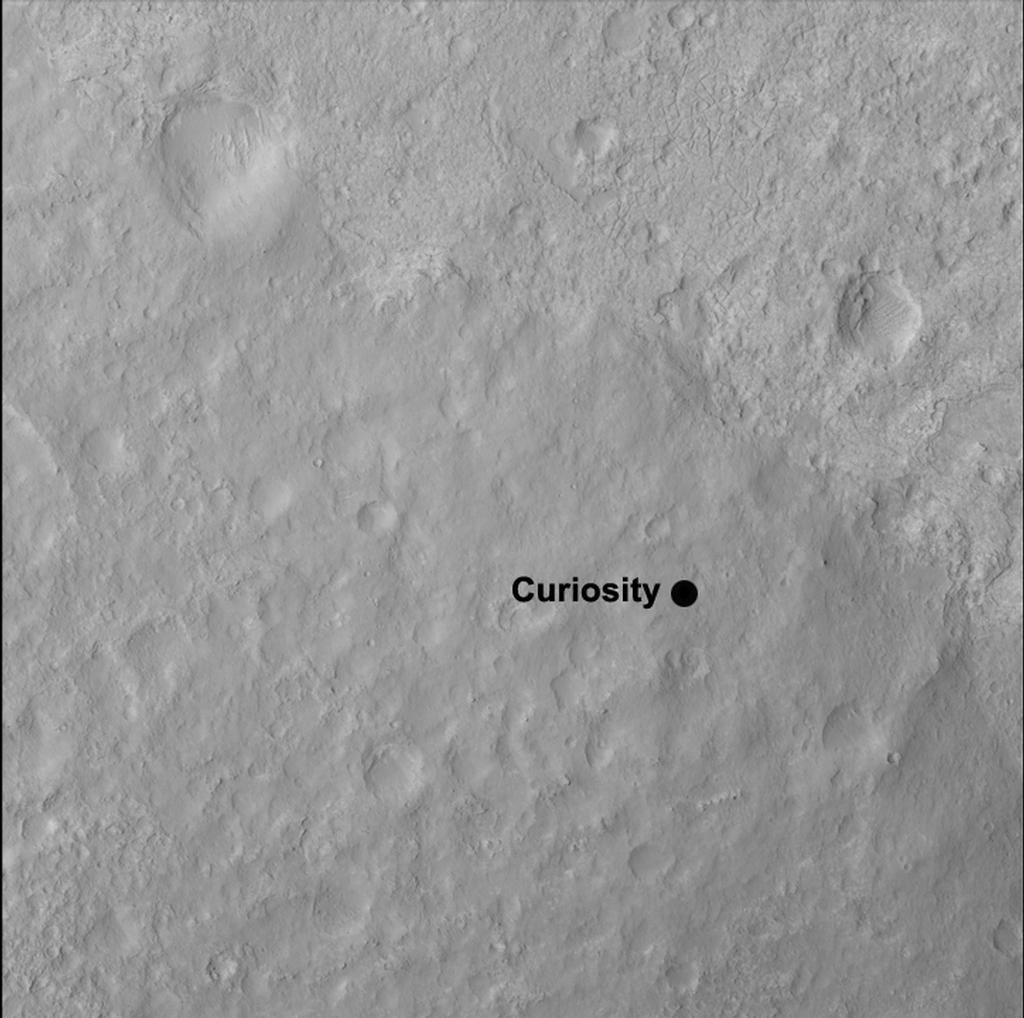
Квадрат 51 (розміри 1 миля — довжина, 1 миля — ширина), ділянка кратера Ґейл, місце приземлення «К'юріосіті» позначено.
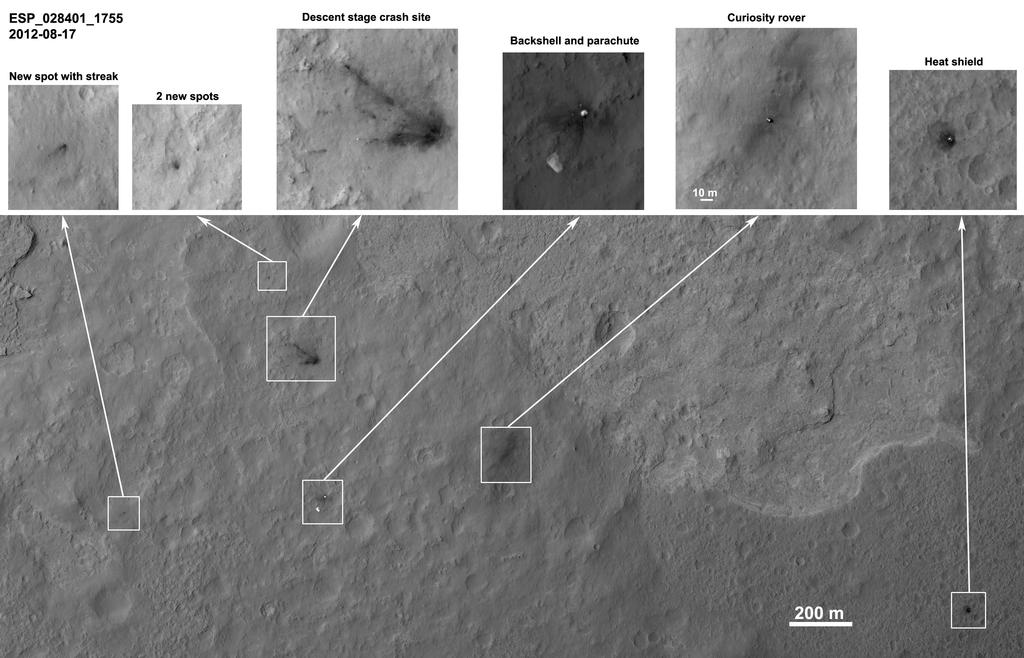
Уламки парашута на debris field розкидані в 614 м від «К'юріосіті» (3-D: rover & parachute) (17.08.2012; MRO).
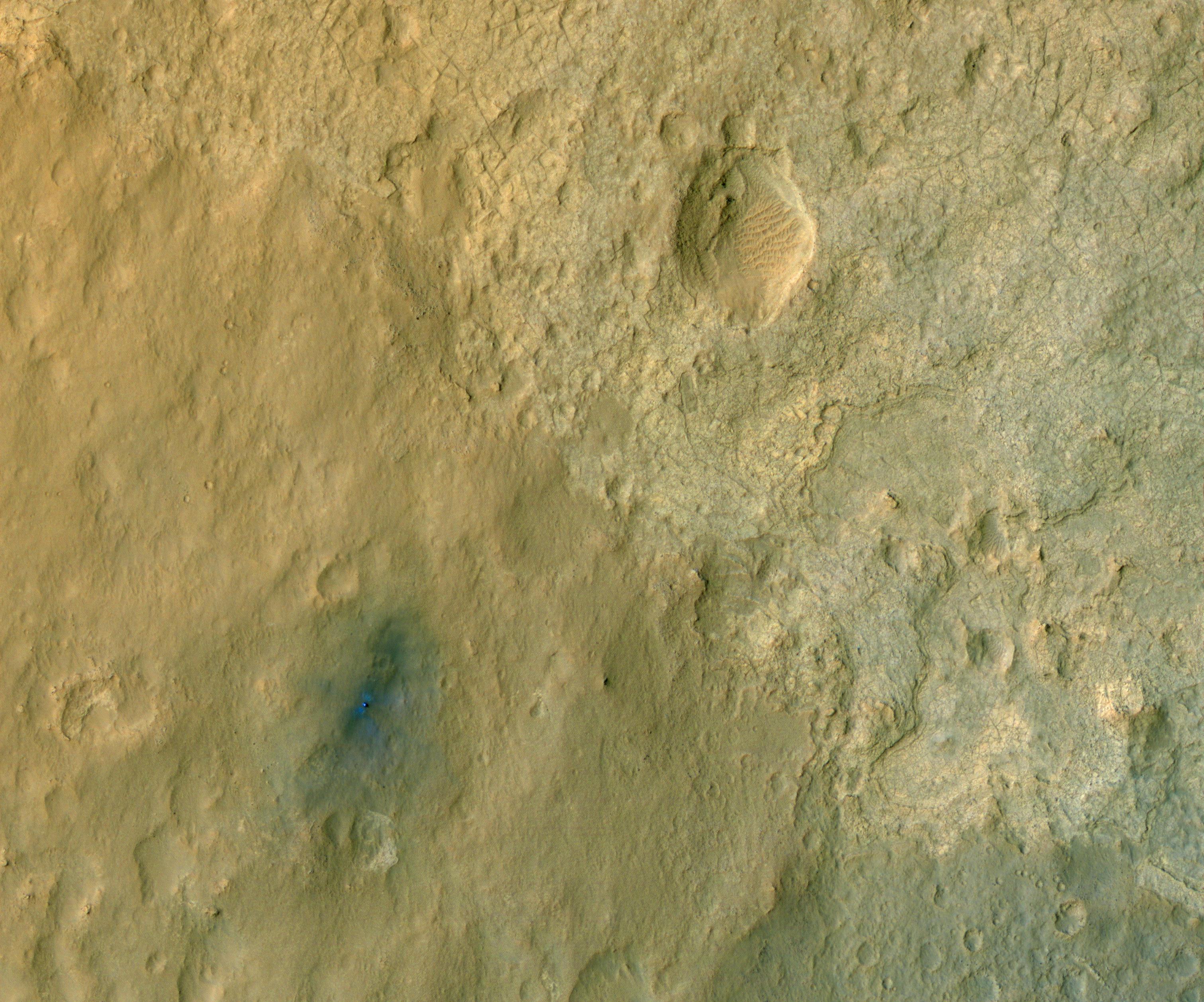
Місце приземлення «К'юріосіті», Bradbury Landing, сфотографоване MRO(14.08.2012)
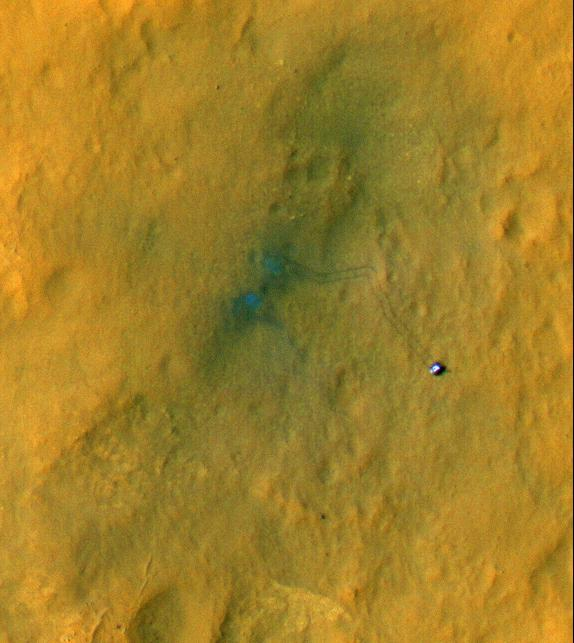
Перші сліди «К'юріосіті», сфотографовані MRO/HiRISE (6.09.2012)
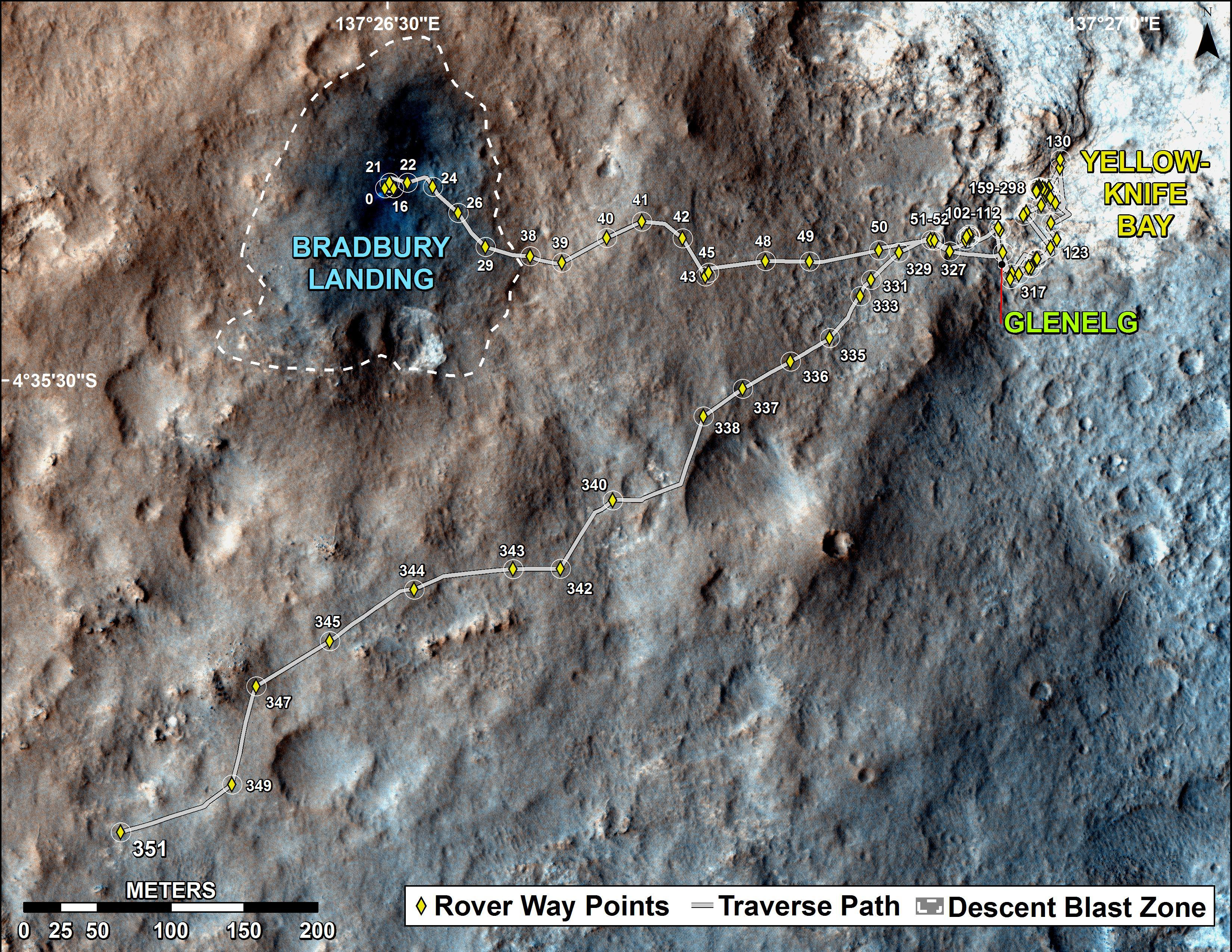
Перший рік на Марсі — перша пройдена миля «К'юріосіті»[40] (1.08.2013) (3-D[41]).

### Фото, зроблені марсоходом

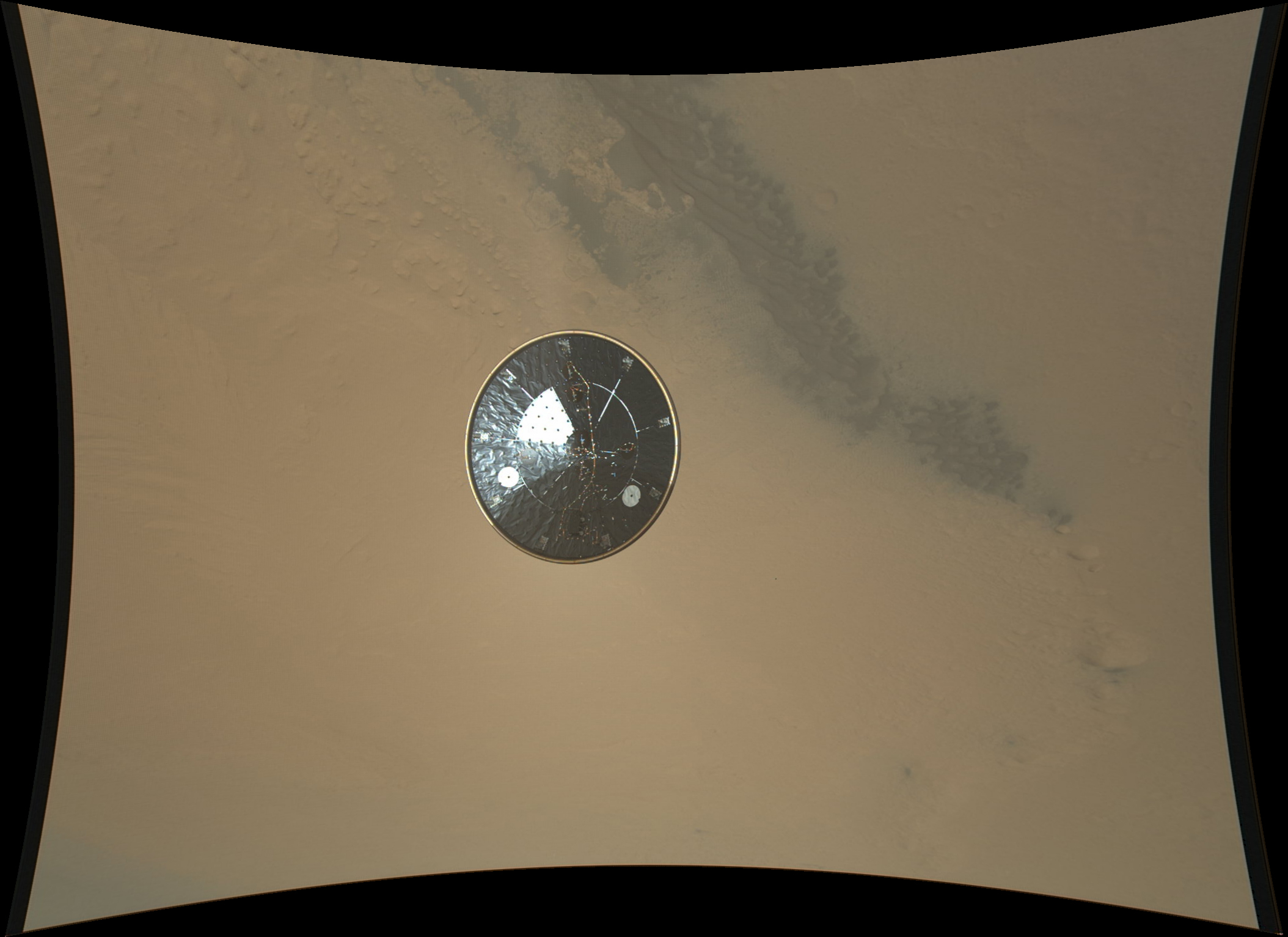
Відкинутий тепловий щит, сфотографований «К'юріосіті», спускається на поверхню Марса (6.08.2012).
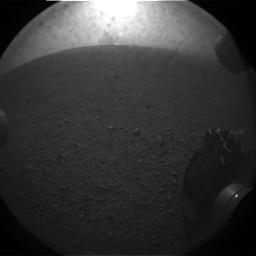
Перше фото «К'юріосіті» після приземлення (6.08.2012). Видно колесо марсохода.
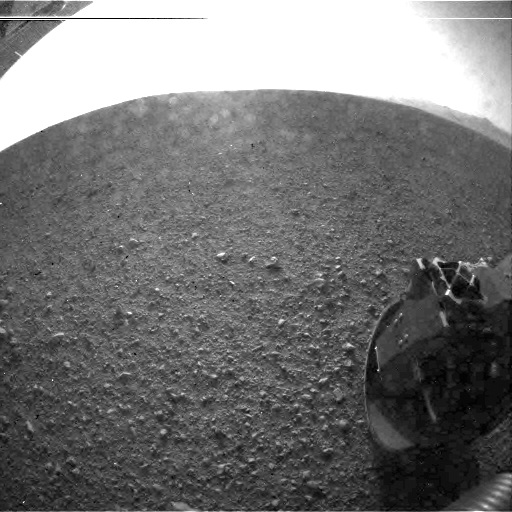
Перше фото «К'юріосіті» після приземлення (без кришки для захисту від пилу, 6.08.2012).
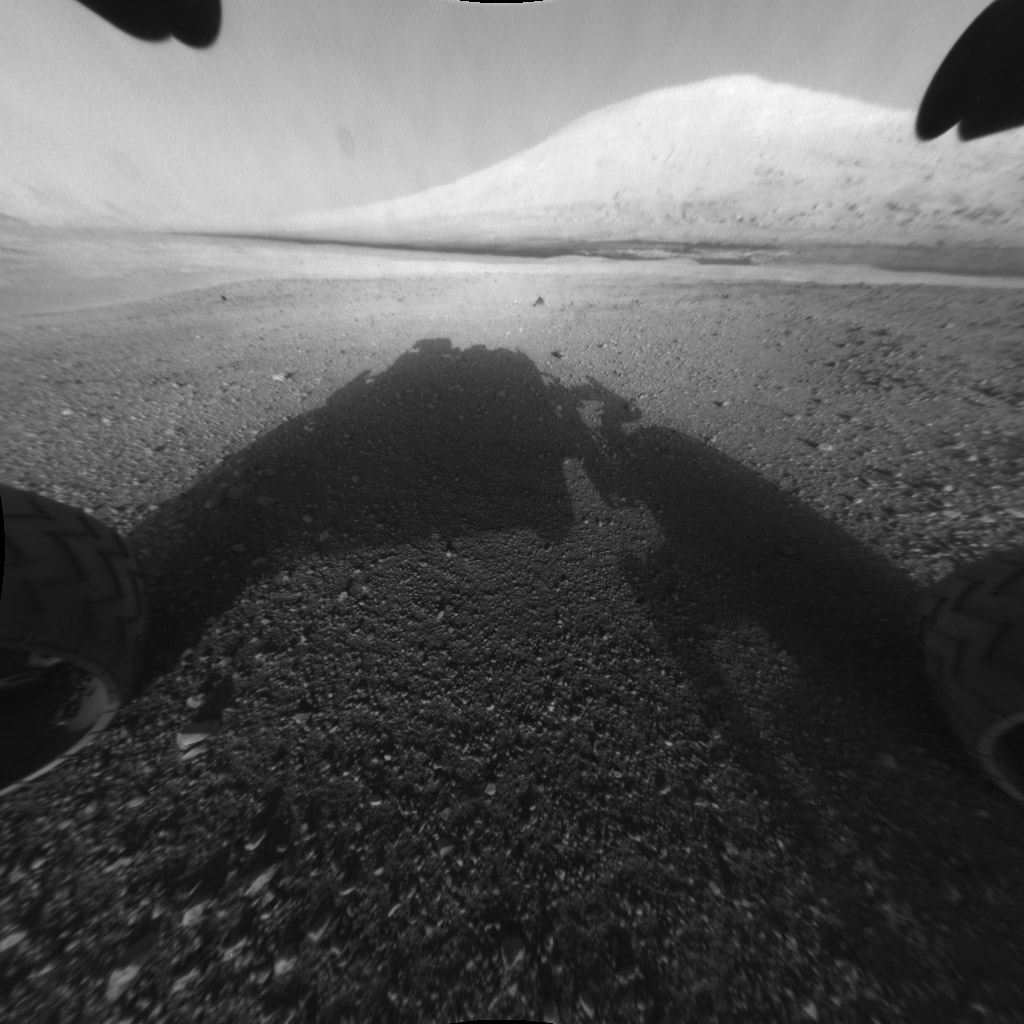
Приземлення «К'юріосіті» 6.08.2012 біля бази Aeolis Mons (або "Mount Sharp").
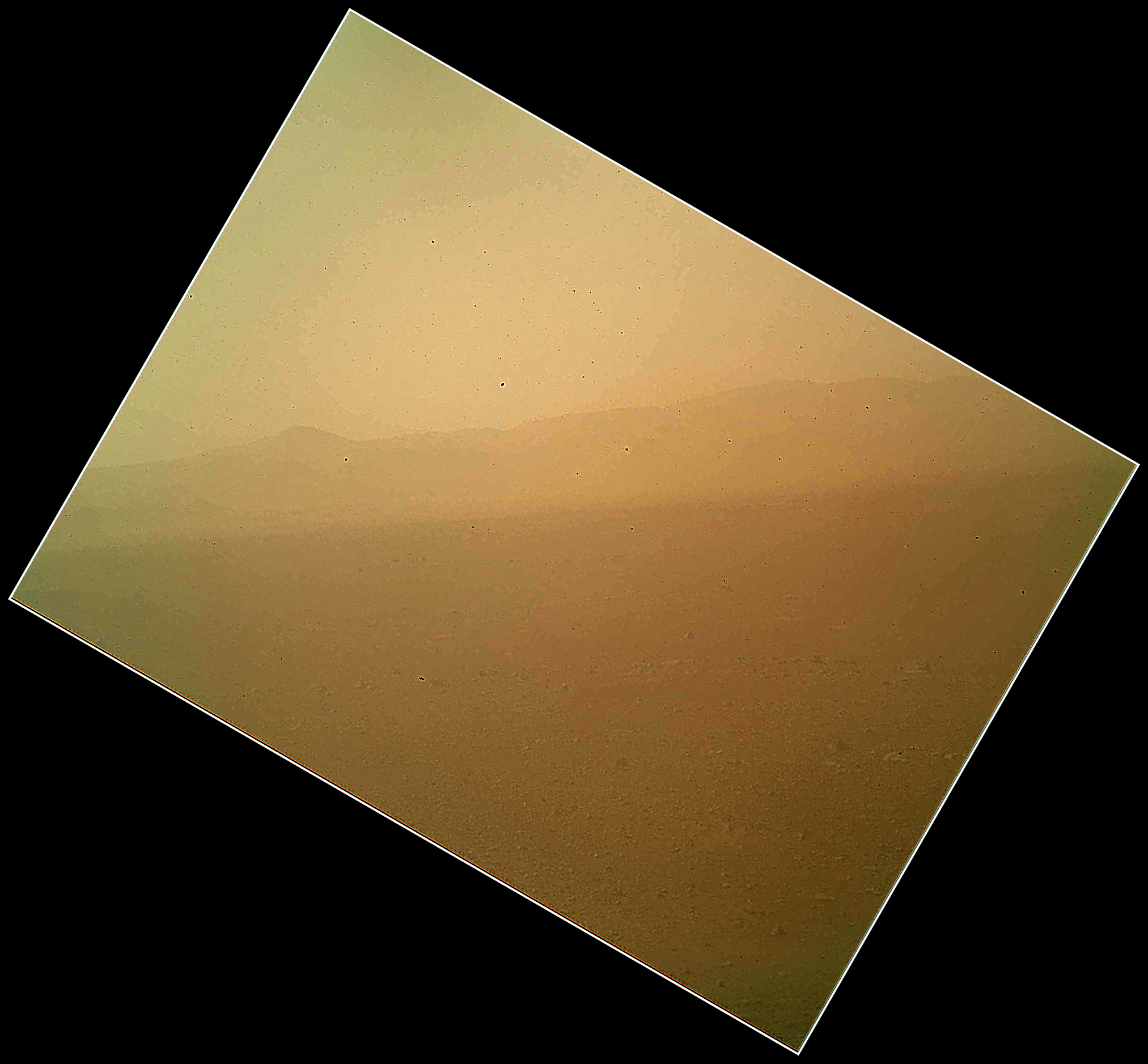
Перше кольорове фото марсіанського пейзажу «К'юріосіті», зроблене MAHLI (6.08.2012).
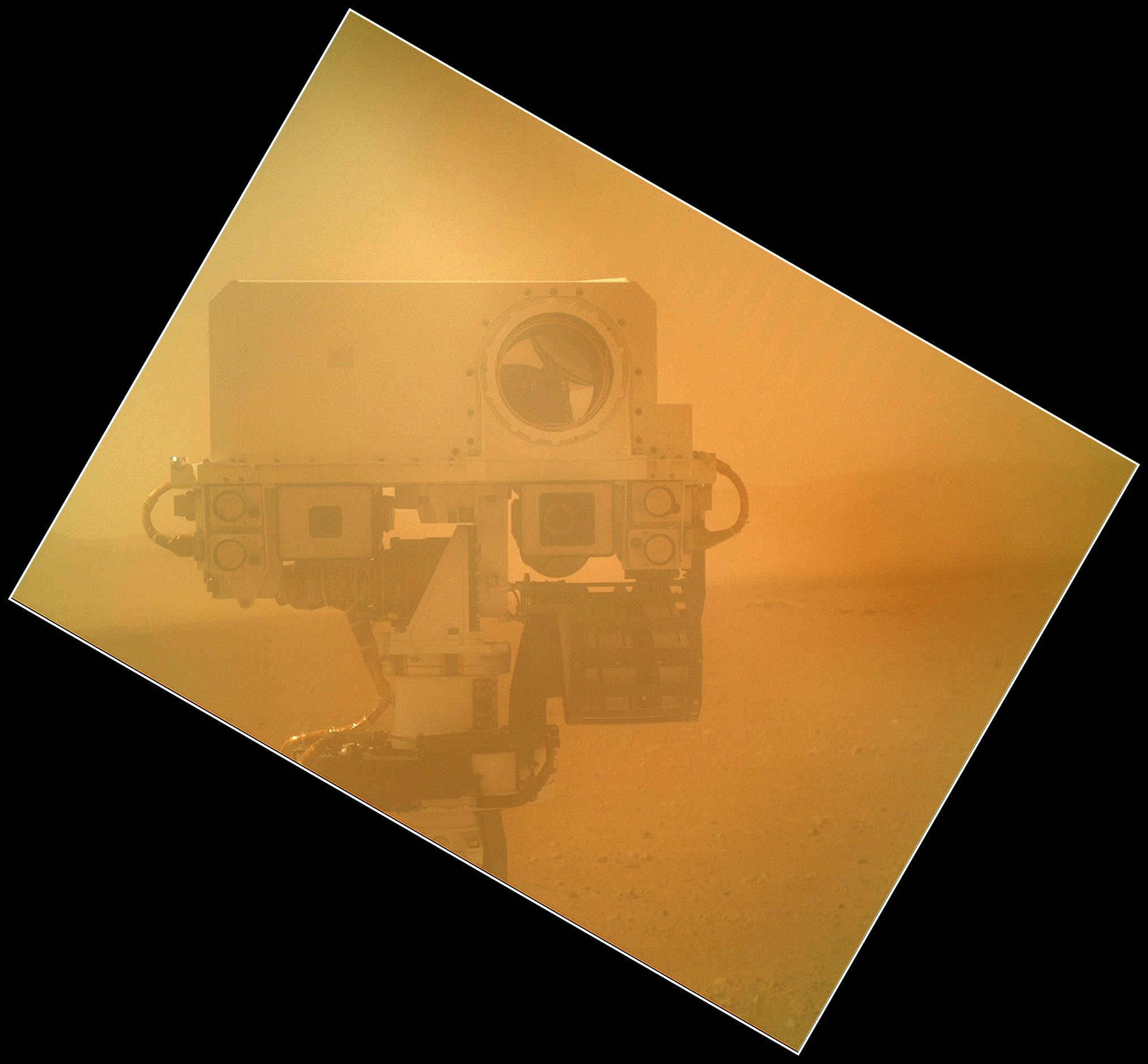
Селфі «К'юріосіті» з закритою кришкою від пилу (7.09.2012).
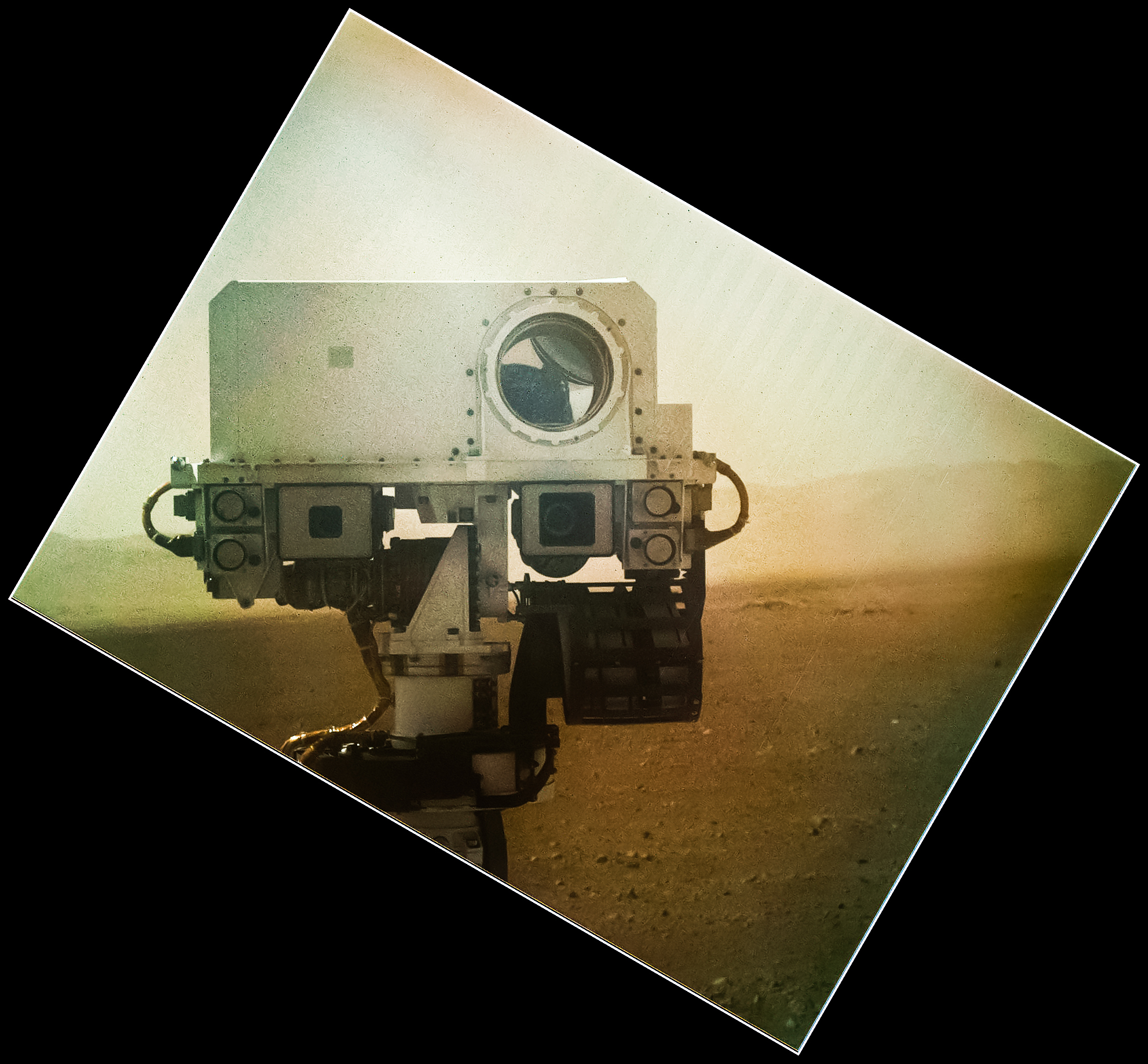
Селфі «К'юріосіті» (7.09.2012; з корекцією кольору).
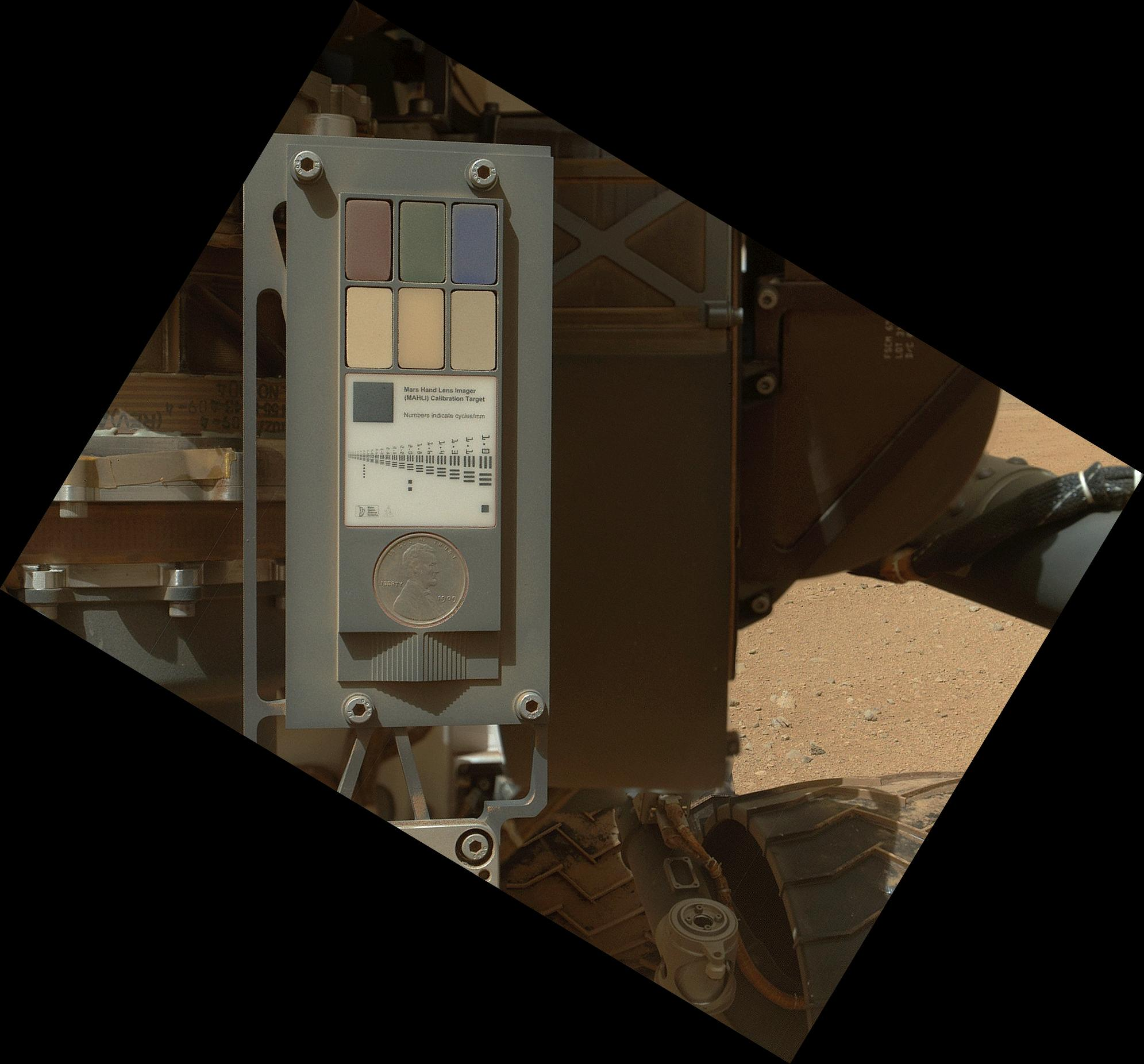
Калібровка MAHLI (9 Вересня, 2012; альтернативна 3D-версія[42])
Американський цент на Марсі («К'юріосіті»; 10.09.2012).Американський цент на Марсі («К'юріосіті»; 10.09.2012)[42].
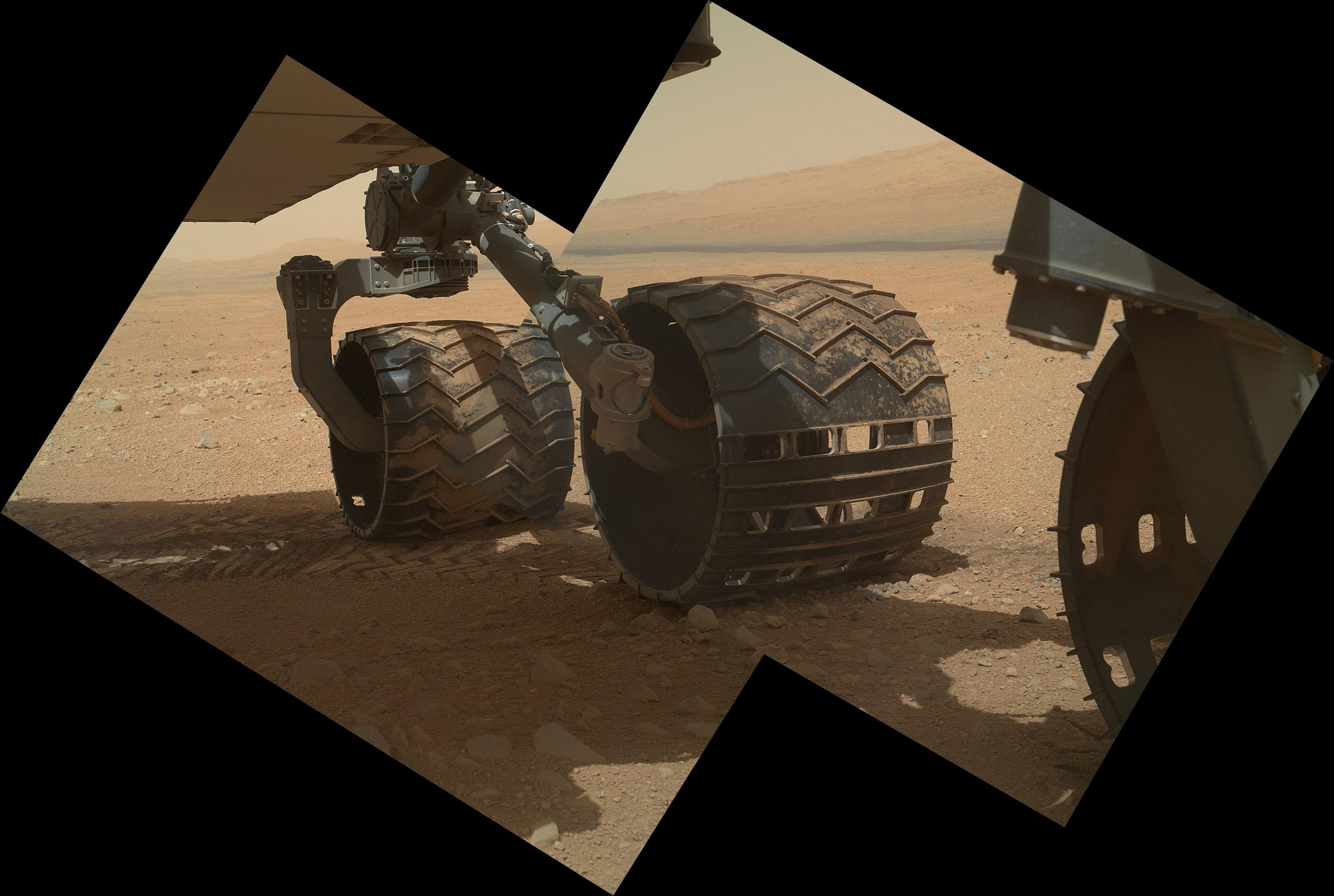
Колеса «К'юріосіті». Mount Sharp на фоні (MAHLI, 9.09.2012).
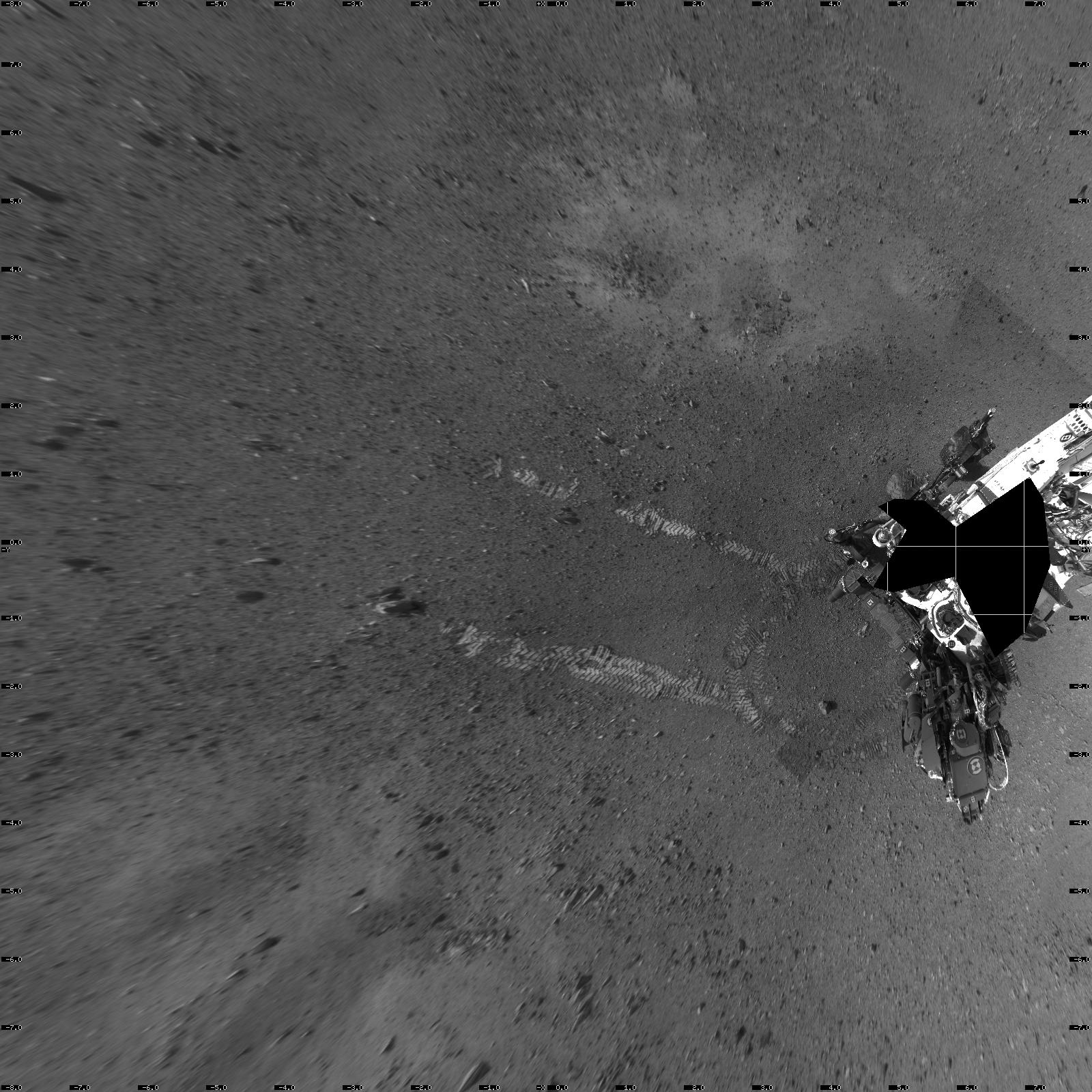
Сліди «К'юріосіті» на першому тест-драйві (22.08.2012).
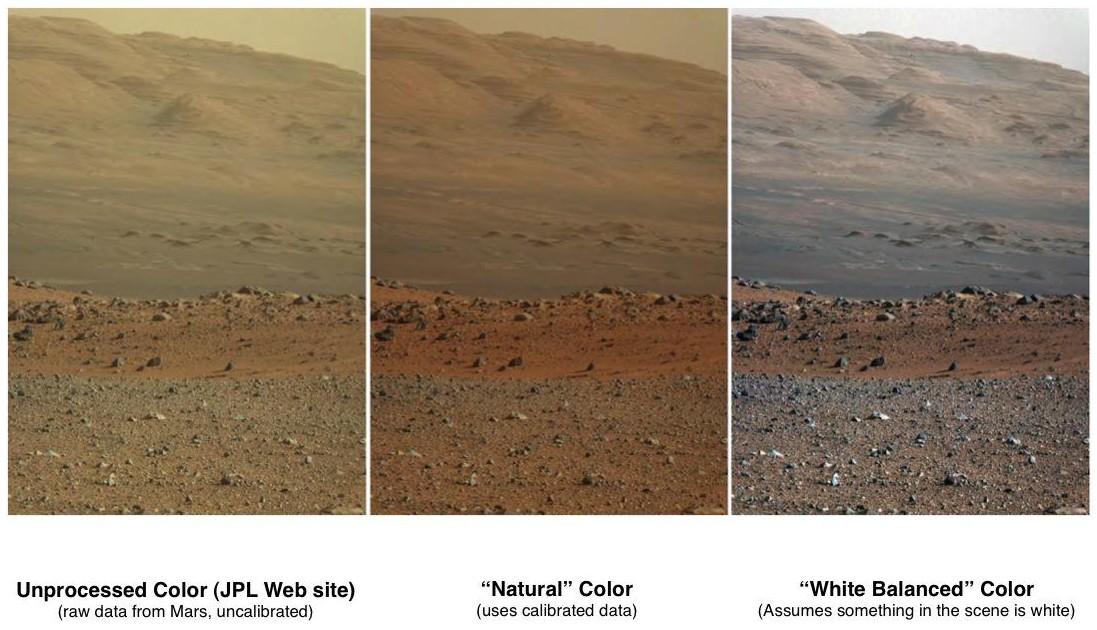
Збалансовані кольори фото на Aeolis Mons на Марсі (23.08.2012)
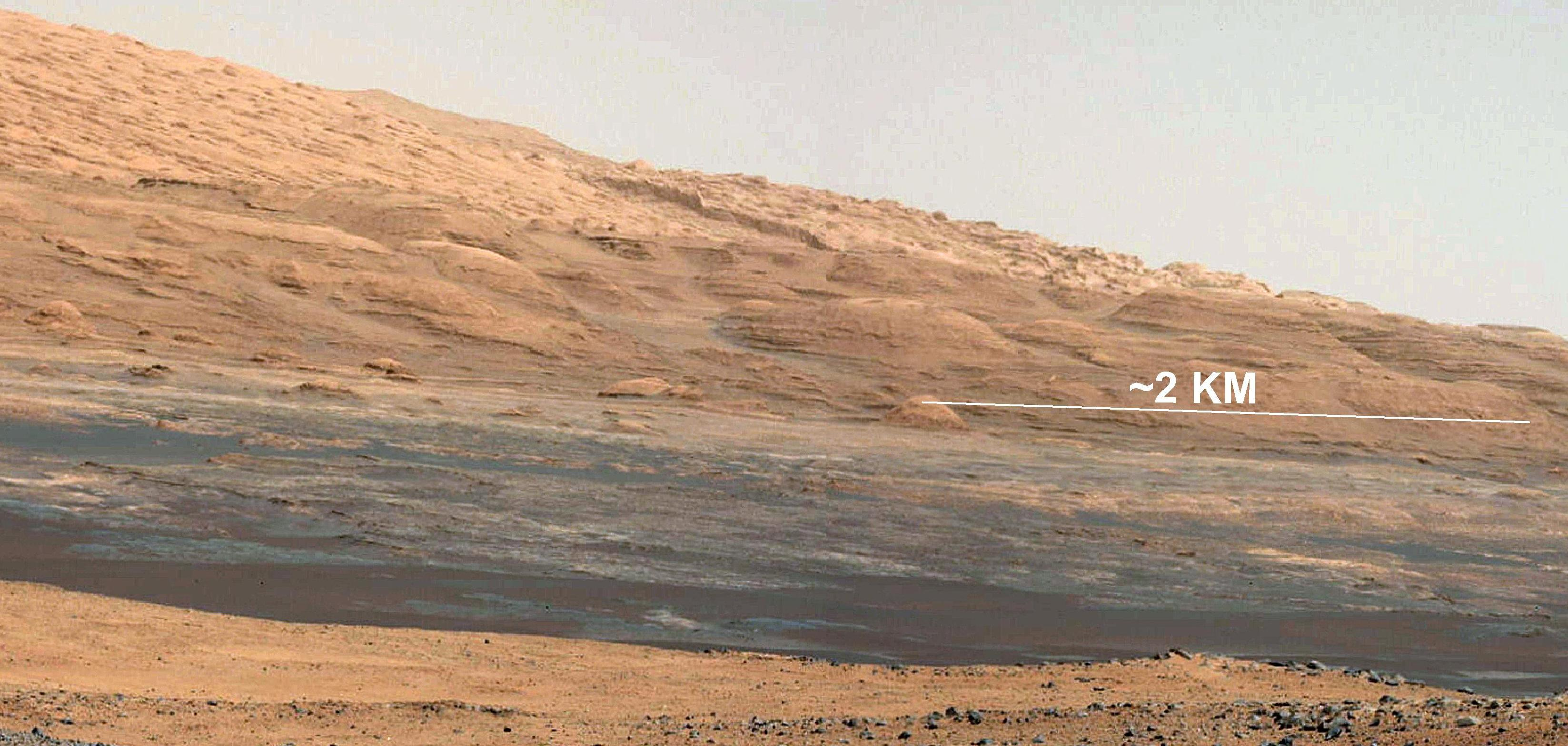
«К'юріосіті» криєвид Aeolis Mons (9.08.2012;
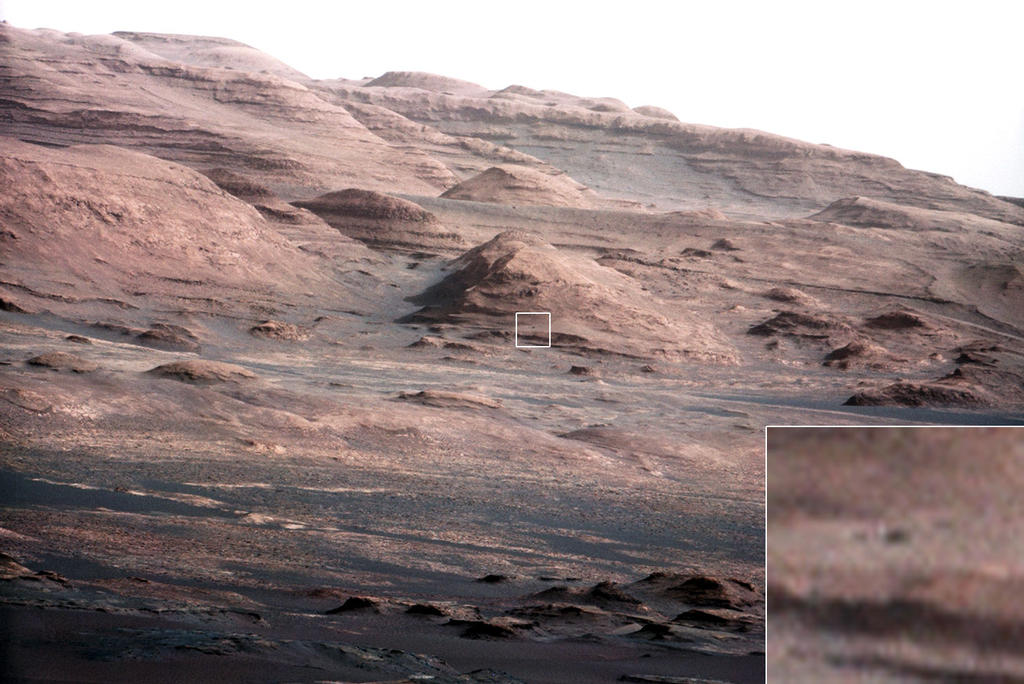
Прошарки на базі Aeolis Mons. Темний камінь на збільшеному фото такого ж розміру, як «К'юріосіті».

## Результати досліджень
- Детальні знімки Марса з ровера «К'юріосіті» виявили сліди повеней і паводків, які відбувалися 4 млрд років тому[44].
- Станом на 16 квітня 2020 року ровер перебував на відстані 21,66 милі від місця посадки[45].
- Станом на 31 березня 2021 року «К'юріосіті» почав наближатися до гірського утворення, яке вчені назвали Mont Mercou (Мон-Мерку) на честь гори у Франції. Марсохід взяв уже 30 зразків породи шляхом вибурювання свердловин[46].
- 15 квітня 2023 року «К'юріосіті» наткнувся на Марсі на об'єкт у формі книги. Дивна форма марсіанських скель, подібна до знайденої, зазвичай пояснюється водою, що сочилася в цьому районі мільярди років тому, коли Марс був набагато вологішим, — повідомили представники НАСА[47][48].
- Станом на 31 травня 2023 року «К'юріосіті» здолав 30 км у кратері Ґейла на Червоній планеті[49][50].
- У квітні 2023 року «К'юріосіті» знайшов на Марсі об'єкт у вигляді гребеня із шипами, що викликало жваві суперечки поміж вченими щодо його походження[51][52][53].
- 29 березня 2024 року, згідно з повідомленням НАСА, «К'юріосіті» розпочав дослідження нового регіону Марса, а саме каналу Гедіз Валліс у кратері Ґейла, який звивистою формою нагадує річку[54][55].
- 30 травня 2024 року, «К'юріосіті» зробив несподіване наукове відкриття: у каналі Гедіз Валліс у кратері Ґейла марсохід виявив жовтувато-зелені кристали чистої сірки, що стало першим випадком, коли сірка була виявлена на поверхні Марса в чистому вигляді[56].
- 25 вересня 2024 року, згідно з повідомленням Futurism, «К'юріосіті» в ході своєї роботи зіткнувся з серйозними випробуваннями, зокрема пов'язаними з пошкодженням правого середнього колеса, яке має значні порізи від гострого каміння. Незважаючи на пошкодження, «К'юріосіті» продовжує виконувати поставлені завдання[57][58].
- 31 березня 2025 року, згідно повідомлення NASA, «К'юріосіті» виявив найбільші на сьогодні органічні молекули, знайдені на Марсі. Йдеться про вуглеводневі сполуки з довгими ланцюгами атомів вуглецю, які потенційно можуть бути фрагментами жирних кислот — ключових елементів біологічних клітин на Землі. Складні молекули було виявлено за допомогою бортового інструменту SAM (Sample Analysis at Mars). Серед ідентифікованих сполук — алкани дека́н (10 атомів вуглецю) та додека́н (12 атомів вуглецю). Відкриття було зроблено в давньому озерному кратері Ґейл, у районі Yellowknife Bay, де приблизно 3,7 млрд років тому могла існувати вода[59][60].

## Інтернет-ресурси
- Марс. Шлях К'юріосіті